# Méridiennes de Quetelet

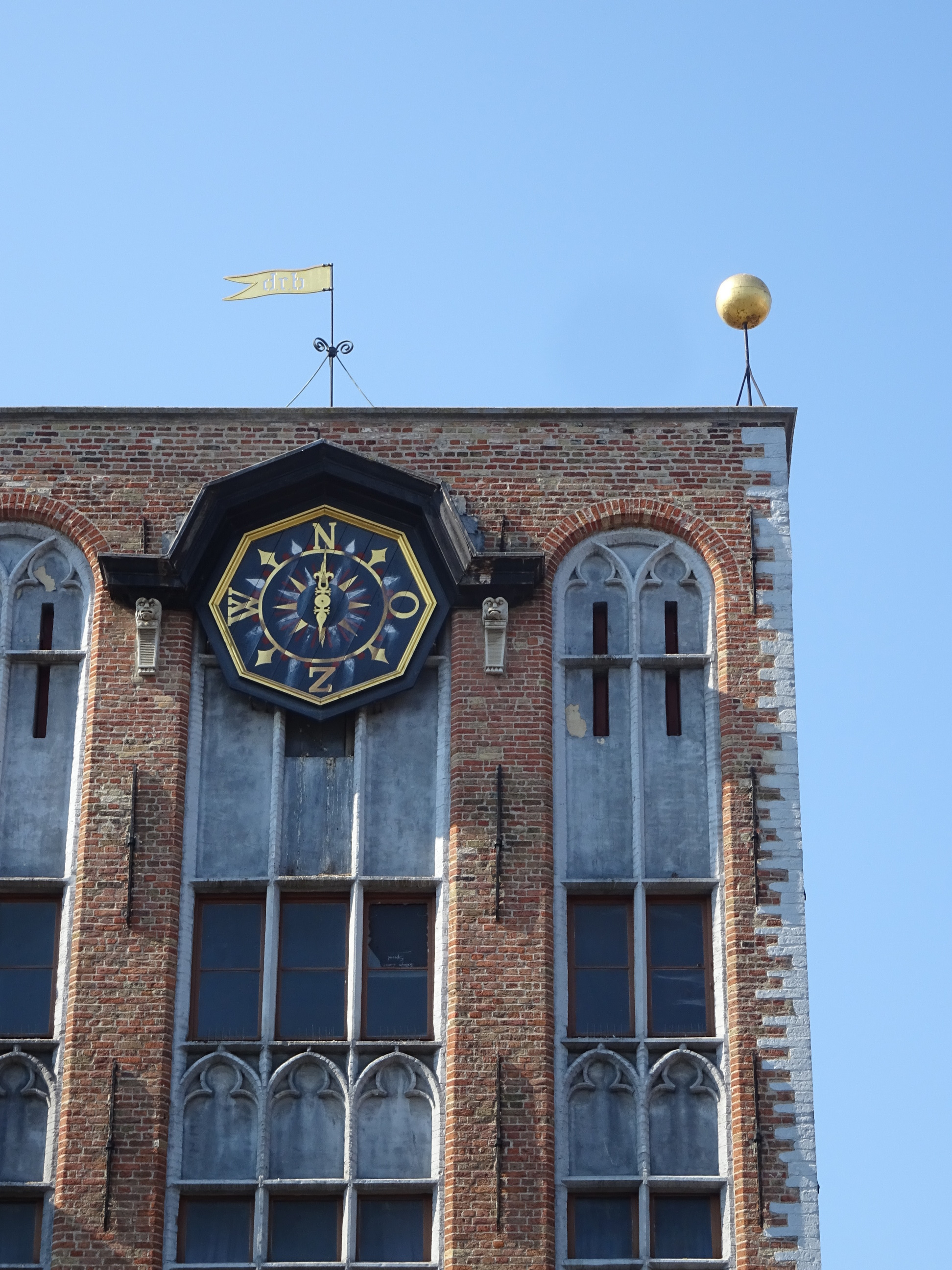
Boule de la méridienne de Quetelet à Bruges, au sommet de la maison Bouchoute sur la Grand-Place.

Les méridiennes de Quetelet sont des méridiennes, sorte de cadran solaire indiquant le midi solaire vrai, érigées en Belgique, dans les années 1830, par Adolphe Quetelet, directeur de l'Observatoire royal de Belgique, à la demande du gouvernement. Elles étaient destinées à synchroniser le temps entre les différentes localités du jeune royaume. Cette synchronisation était devenue indispensable à la suite du développement rapide du chemin de fer en Belgique.

## Contexte historique
En 1835 est inaugurée la première ligne de chemin de fer continentale entre Anvers et Bruxelles. Cette ligne sera rapidement suivie de nombreuses autres. Jusque là, sans que cela ne cause aucun problème, chaque localité possède son heure propre qui diffère parfois considérablement de celle de la localité voisine. Dans son rapport au ministre du 10 février 1839,
Adolphe Quetelet, rapporte ainsi que, par exemple, l'heure à Liège diffère de près d'une demi-heure de celle de Ans, distante de quelques kilomètres. Le développement des transports ferroviaires et la possibilité de se déplacer rapidement d'une localité à l'autre va changer tout cela. Adolphe Quetelet est alors directeur de l'observatoire dont il a convaincu les autorités de l'utilité. Il est donc mandaté par le gouvernement pour mettre en place une quarantaine de méridiennes réparties sur tout le territoire dans les principales villes du royaume (Arrêté royal du 22 février 1836). Trois ans plus tard, il fera paraître dans le Moniteur belge le résultat de ses travaux. Il aura installé dix méridiennes et cinq petites lunettes méridiennes.
La position du Soleil dans le ciel à un instant donné dépend de la latitude et de la longitude du lieu d'observation. Le moment du passage au méridien, l'instant où le soleil culmine, dépend de la longitude.
Le problème de la détermination de la longitude n'a été réglé que dans la seconde partie du XVIIIe siècle quand John Harrison finit par remporter le prix du Longitude Act en réalisant une horloge transportable suffisamment fiable et précise.
Le temps solaire, il est midi quand le Soleil passe au méridien, varie en fonction de la longitude. Pire, pour un même lieu, en raison de la position de la Terre sur son orbite autour du Soleil, il varie au cours de l'année. Il répond à l'équation du temps. Dans son rapport de 1839, bien que ses méridiennes indiquent le temps solaire vrai, Adolphe Quetelet recommande de se baser sur le temps solaire local moyen. La première zone de temps uniforme n'apparaîtra, en Angleterre, qu'en 18--[pas clair].
Les méridiennes de Quetelet n'eurent cependant qu'une durée de vie fonctionnelle limitée. Dès le départ, un temps centralisé fut transporté par des horloges embarquées dans les trains. Et, un peu plus tard, dès 1850, le télégraphe de Samuel Morse se répand rapidement et l'heure de Bruxelles est communiquée à toutes les gares par voie électrique. C'est l'heure du chemin de fer qui va servir d'heure civile dans tout le royaume.
Le 1er mai 1892, la Belgique adopte les fuseaux horaires et le temps moyen de Greenwich, en retard de 17 minutes et 29 secondes sur l'heure solaire moyenne de Bruxelles. Suivant, par là, les recommandations de la réunion de l'Association géodésique internationale de Rome en 1883.

## Les méridiennes
Quetelet fait l'acquisition de cinq petites lunettes méridiennes de fabrication anglaise (Troughton & Simms (en)) à destination d'Anvers, d'Ostende, de Bruges, de Gand et de Liège. Il visite diverses localités pour trouver des lieux appropriés. Dans un premier temps, il place les méridiennes à l'intérieur de bâtiments puis se rend compte que ces lieux ne sont pas toujours ouverts au public et en place donc à l'extérieur.

### Alost
La méridienne d'Alost se trouve dans l'église Saint-Martin non loin de la Grand-Place (nl).

### Anvers
La méridienne d'Anvers fut réalisée après celle de Bruxelles. Quetelet  l'établit dans la cathédrale Notre-Dame. Elle est matérialisée par une lame de laiton de près de 67 mètres de long, en diagonale  dans le pavement du transept. Conformément à l'arrêté royal, un petit observatoire fut également construit pour abriter une petite lunette méridienne. Le pavillon fut construit à côté de la maison de l'éclusier du bassin Bonaparte (nl). Ce mini-observatoire servit à déterminer précisément l'heure du midi à Anvers et permit aux capitaines de navire de venir régler précisément leur chronomètre'.

La Méridienne d'Anvers
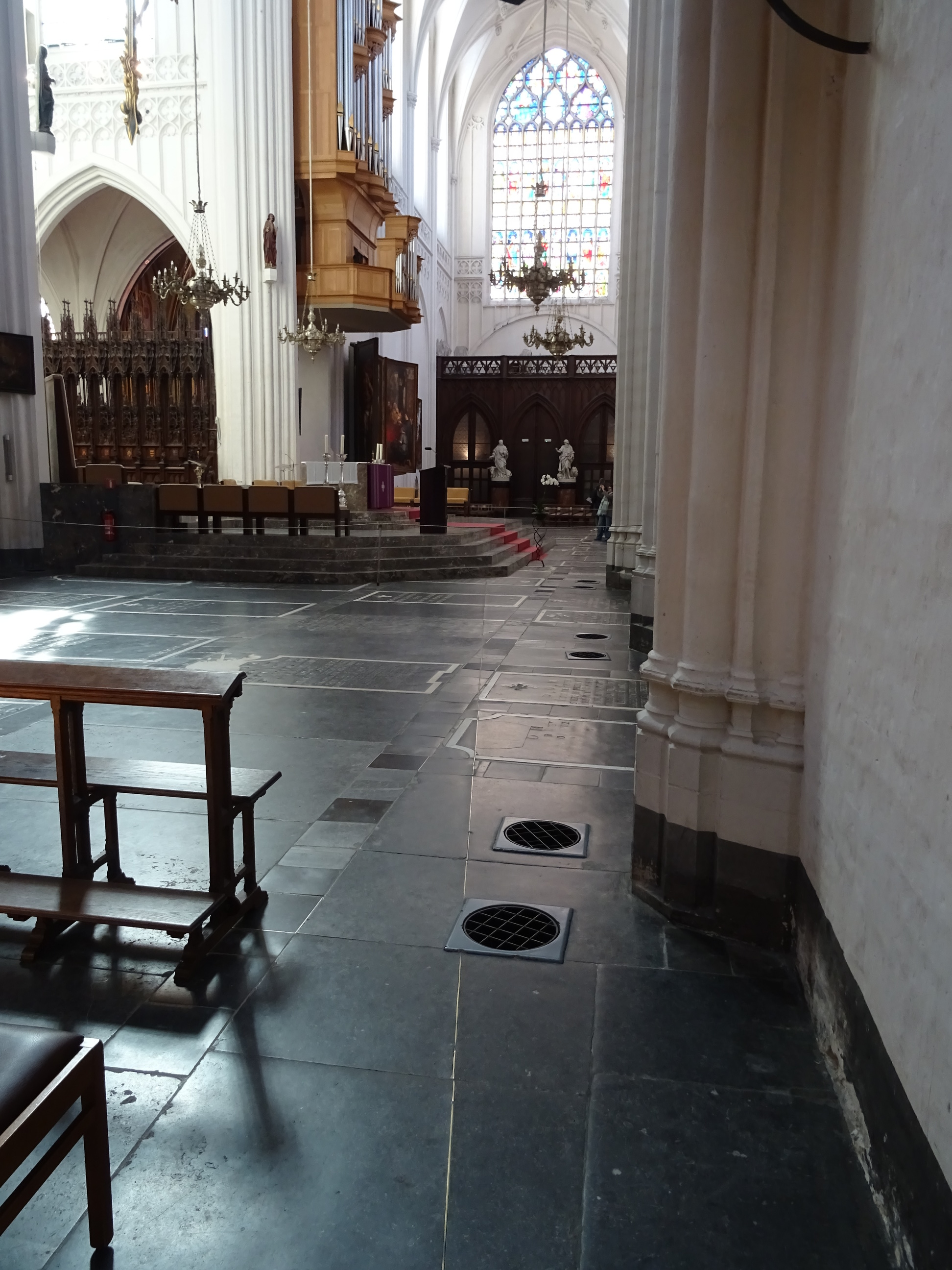
La méridienne traverse tout le transept.
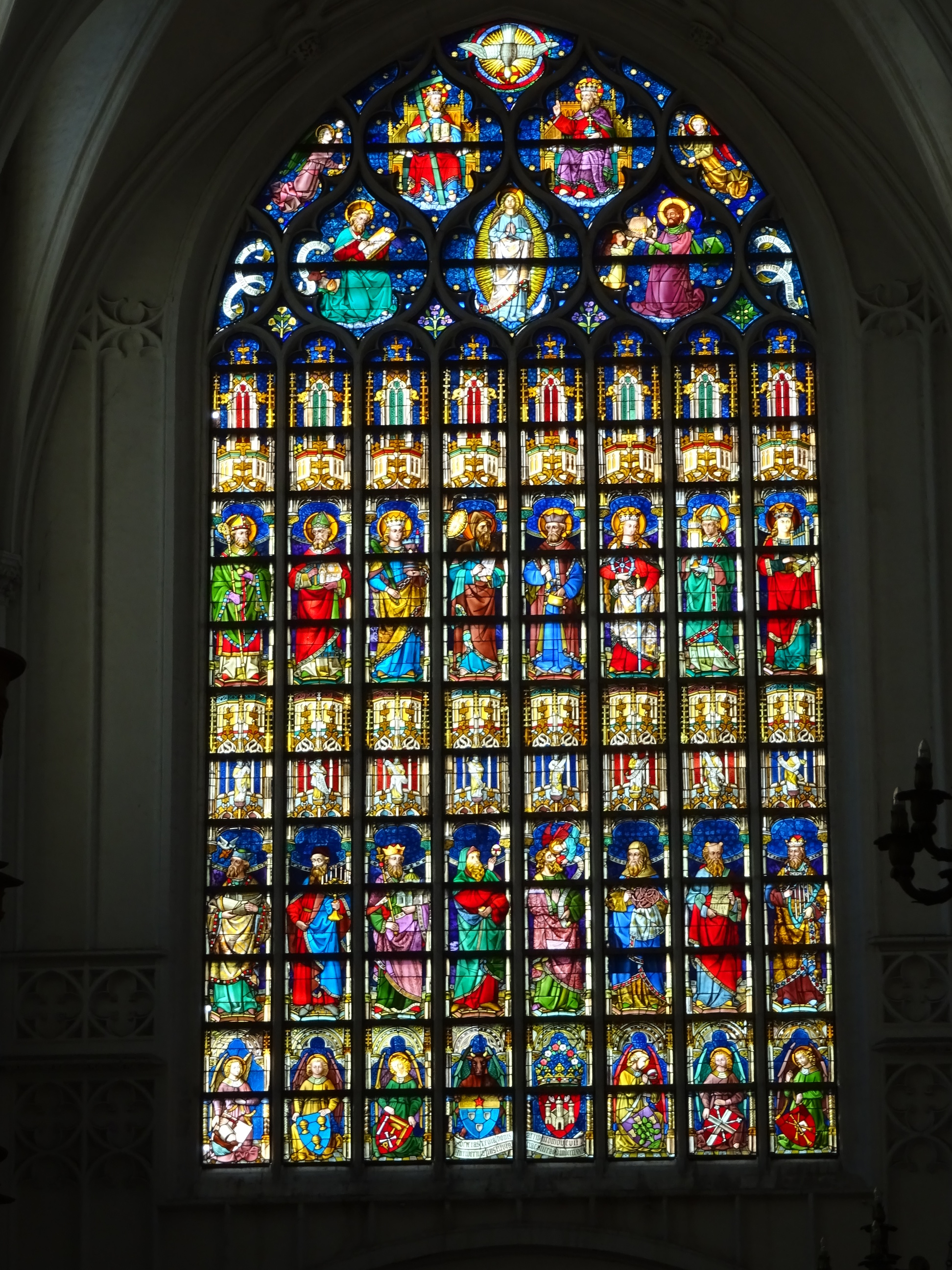
Les trois oculi sont à gauche.
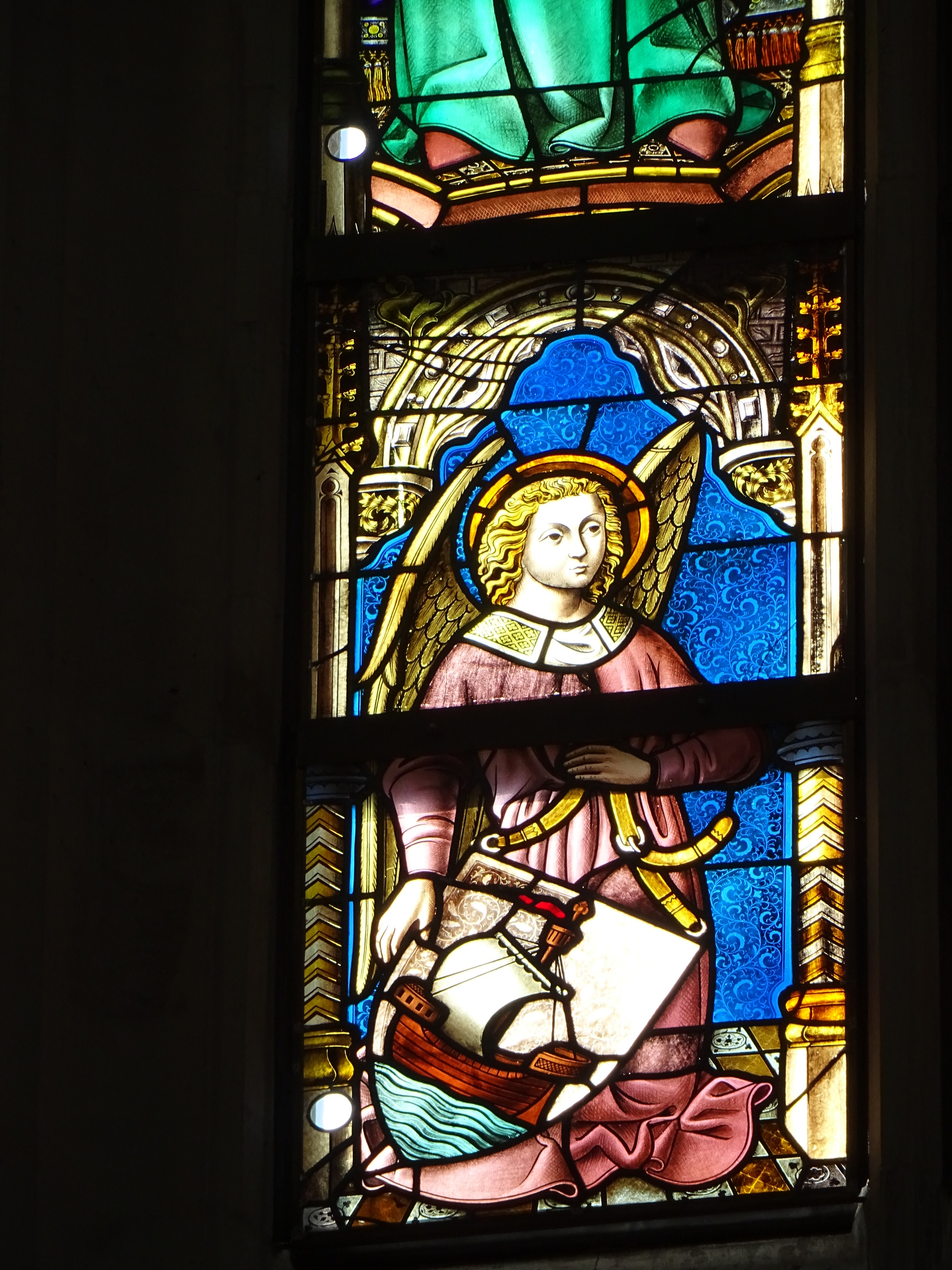
Les deux oculi du bas.
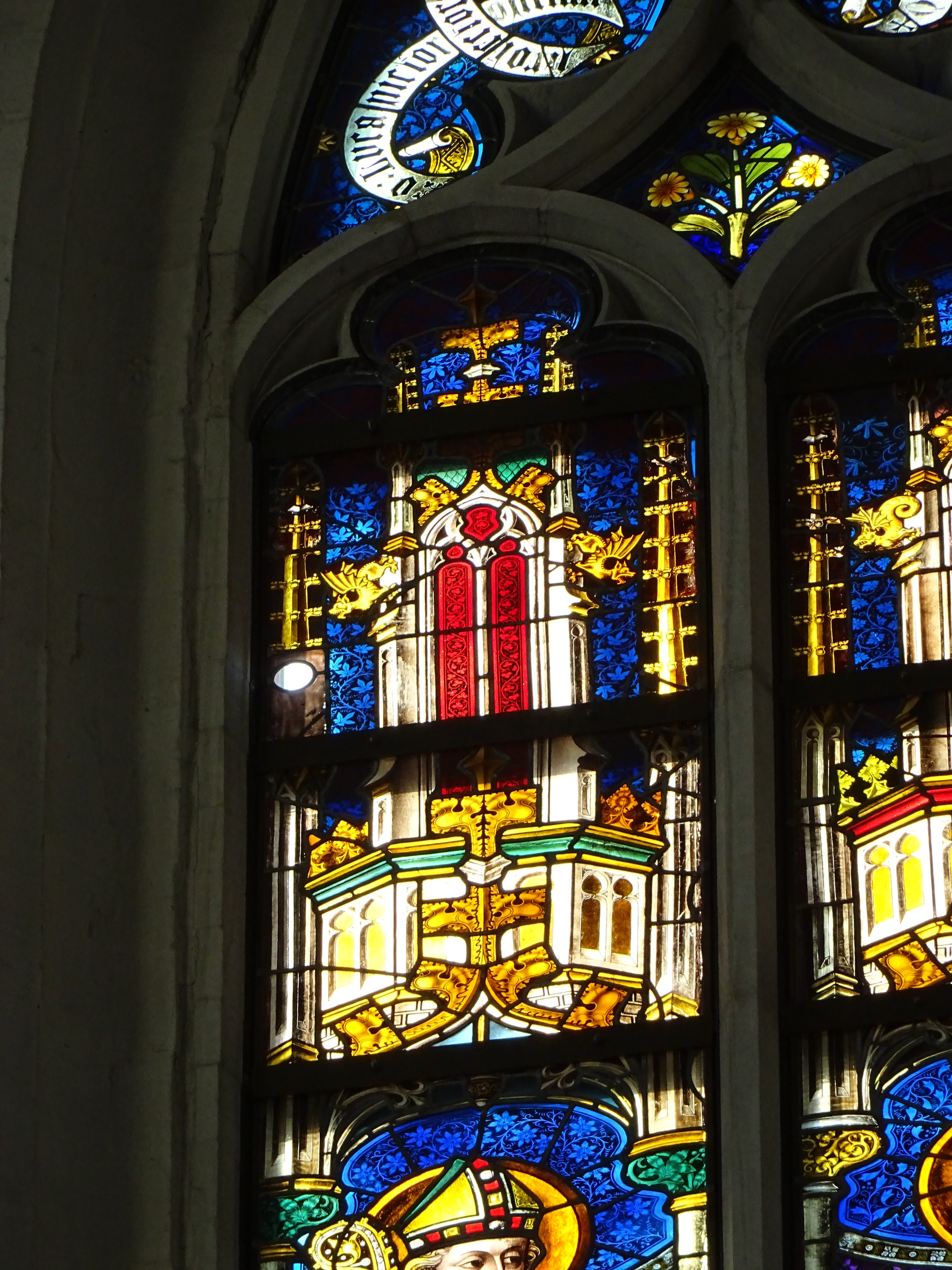
L'oculus du haut.
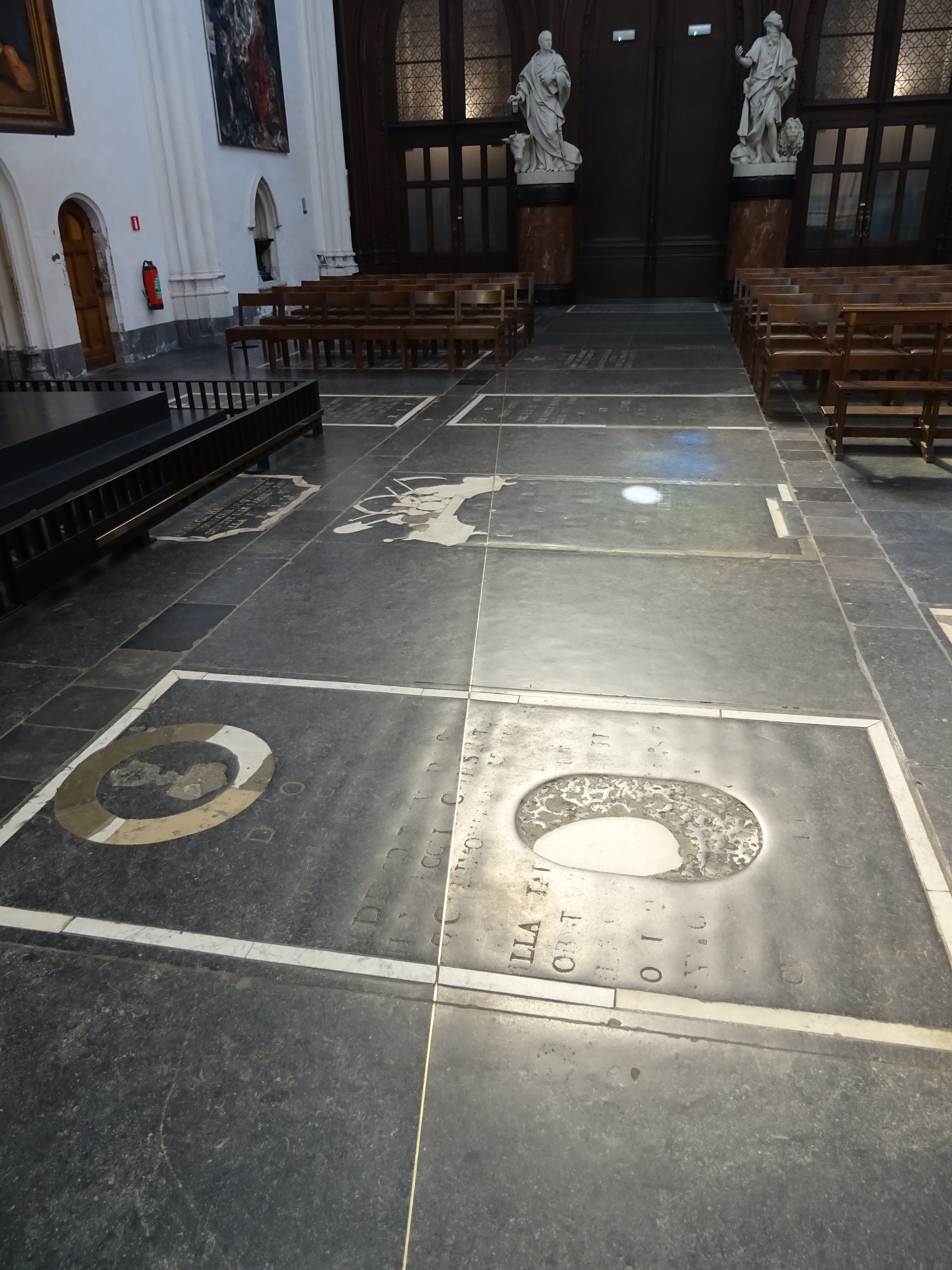
Éclairage du Soleil par l'oculus du milieu dix minutes avant midi.
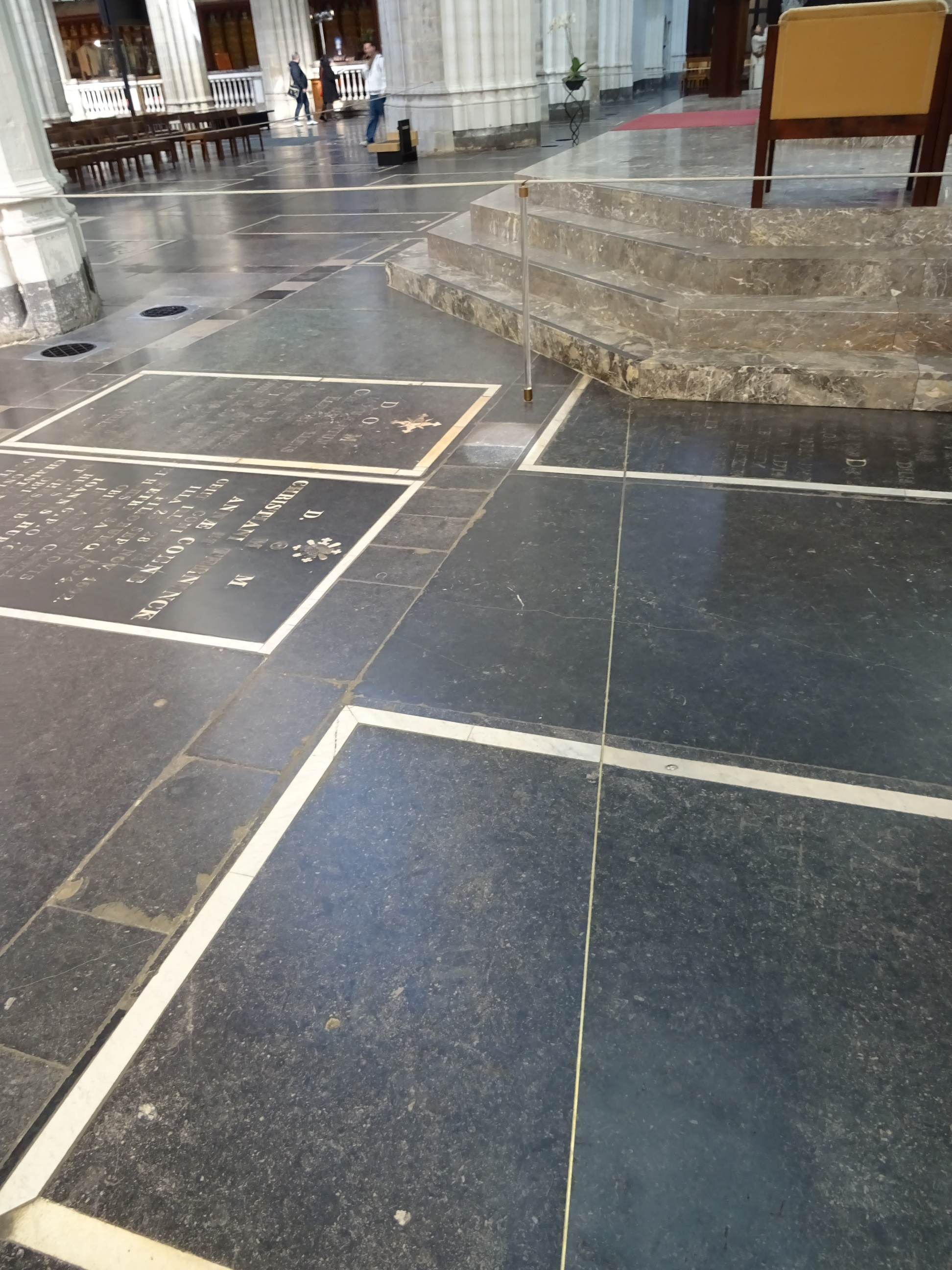
Cinq minutes avant.
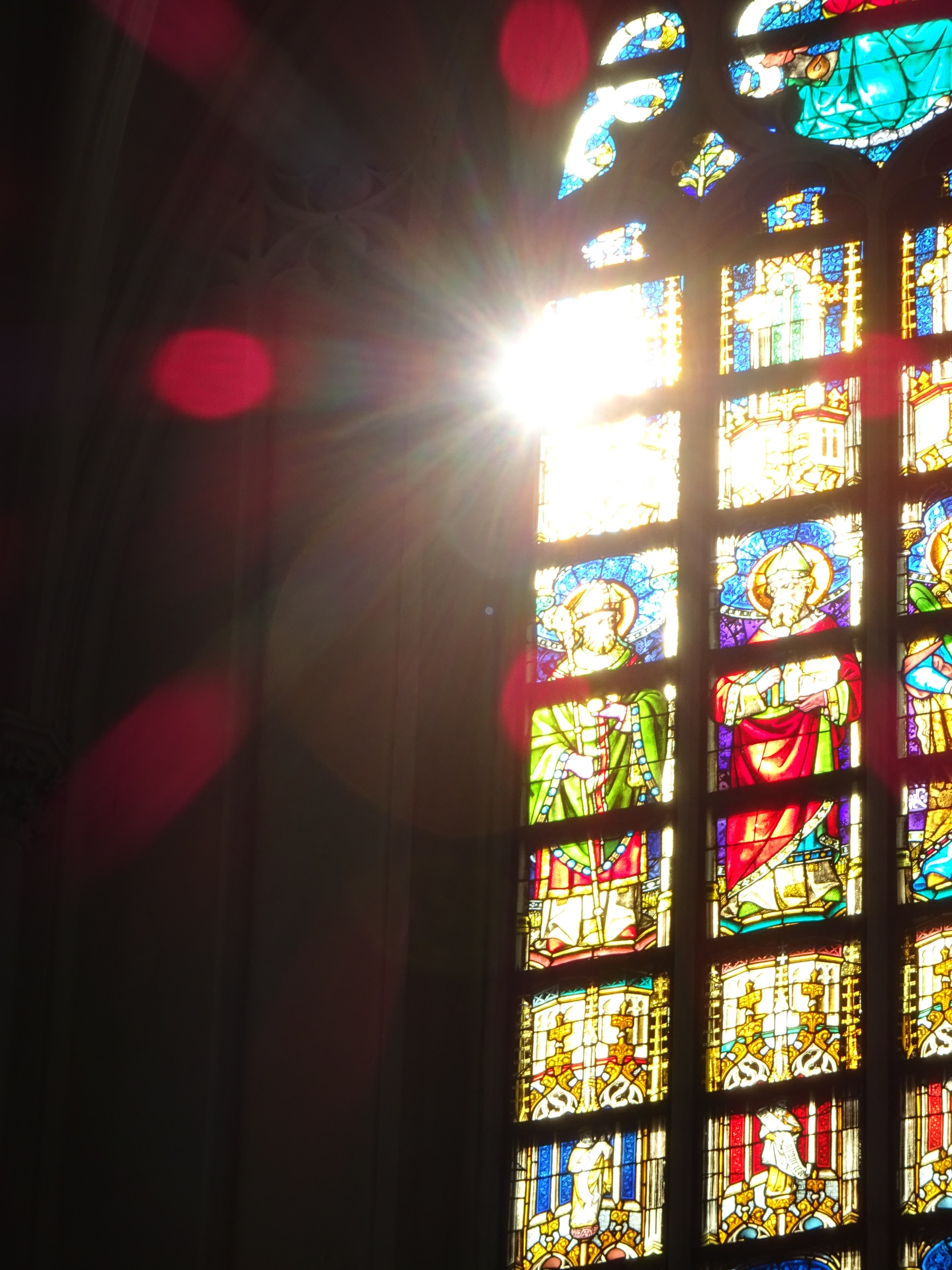
Le Soleil dans l'oculus du haut.
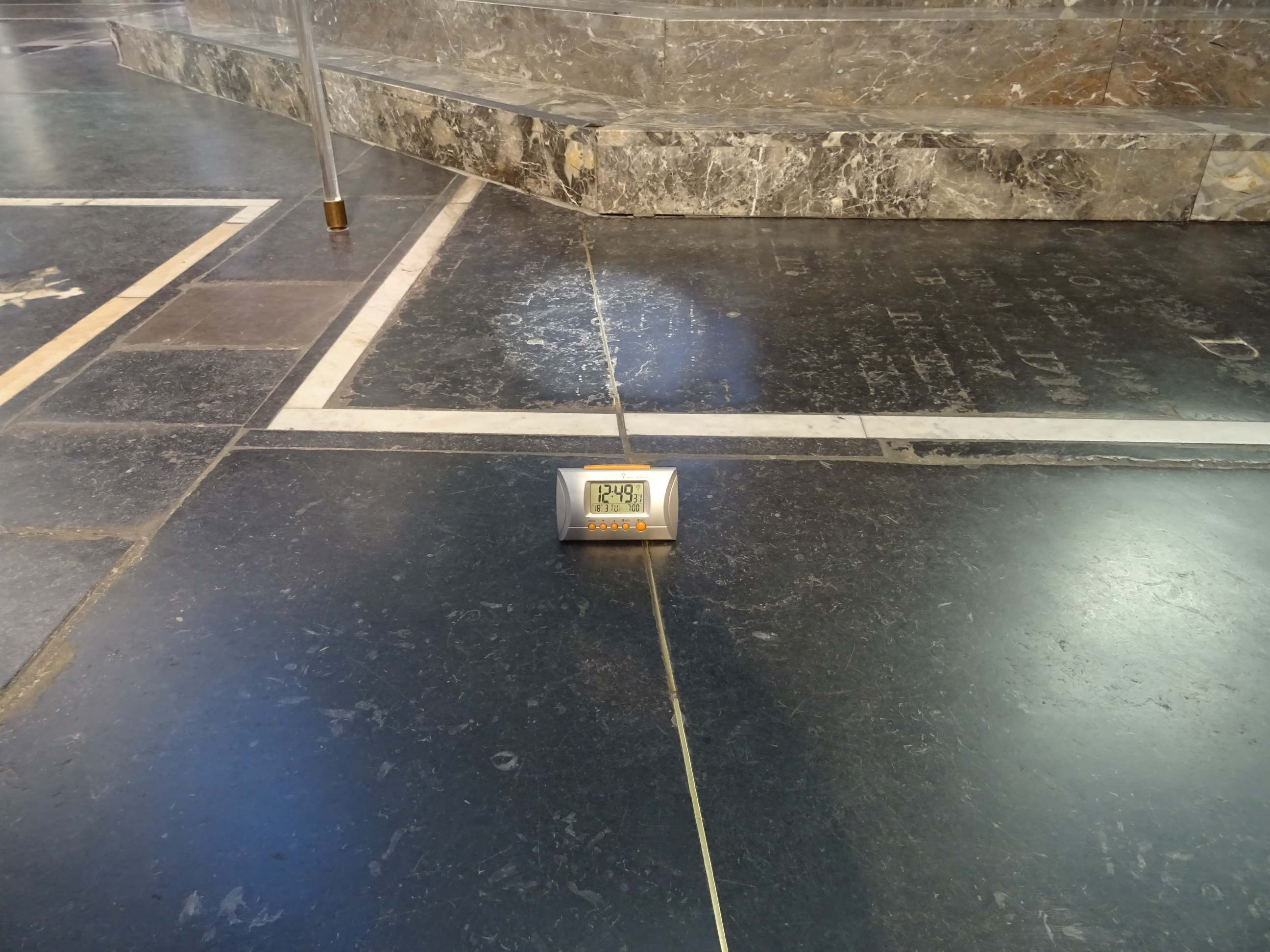
Midi solaire[8]!
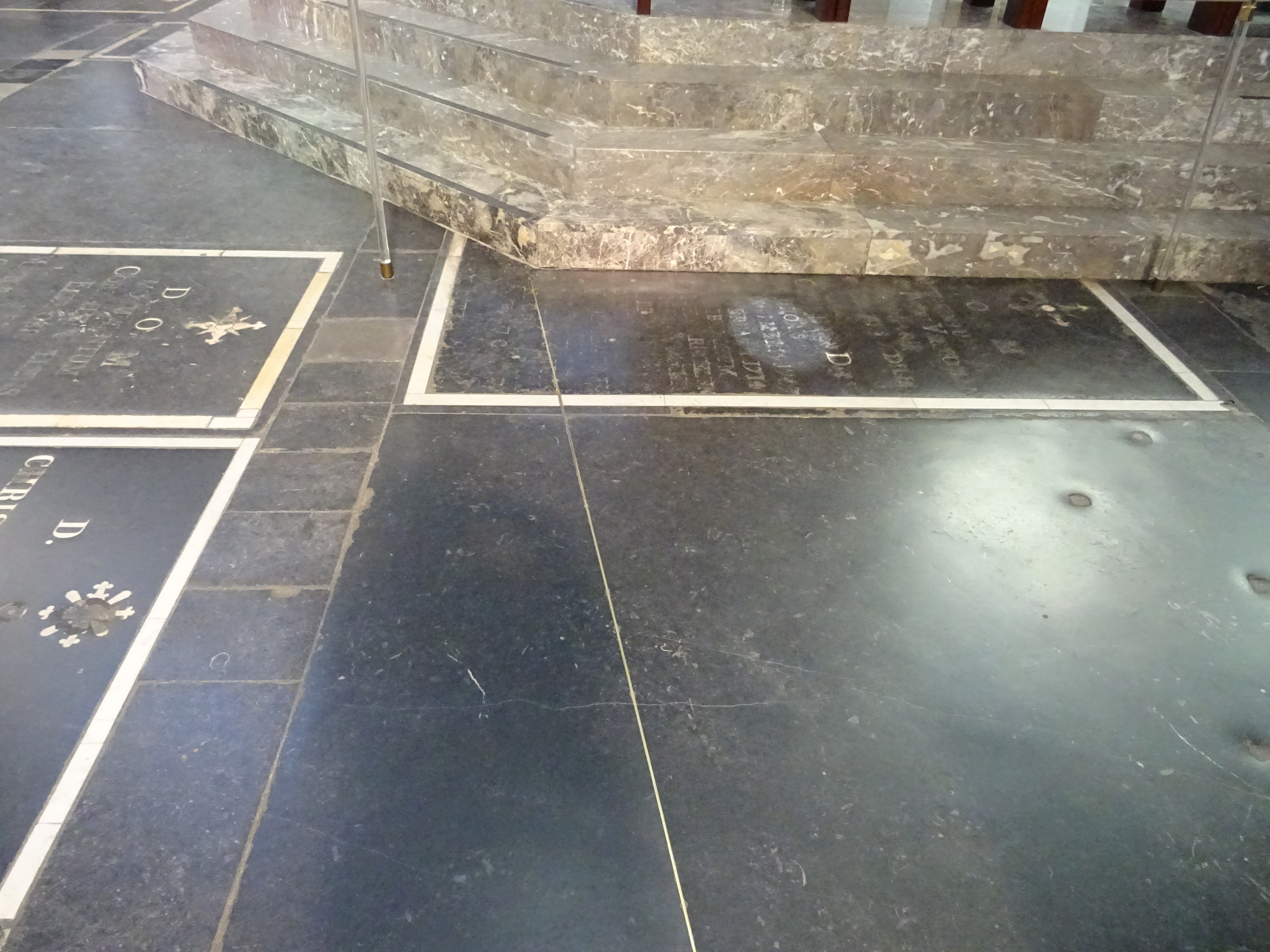
Cinq minutes après.

### Bruxelles
La méridienne de Bruxelles fut la première réalisée, non loin de l'observatoire dont Quetelet était directeur, dans la cathédrale Saints-Michel-et-Gudule.  La ligne méridienne est matérialisée par un fil de laiton dans le pavement.  L'oculus se trouve dans un montant du vitrail.  Des clous matérialisent les solstices et équinoxes.  Trois lignes espacées d'environ 6 minutes(?) précèdent la ligne méridienne et trois autres lignes lui succèdent.

La Méridienne de Bruxelles
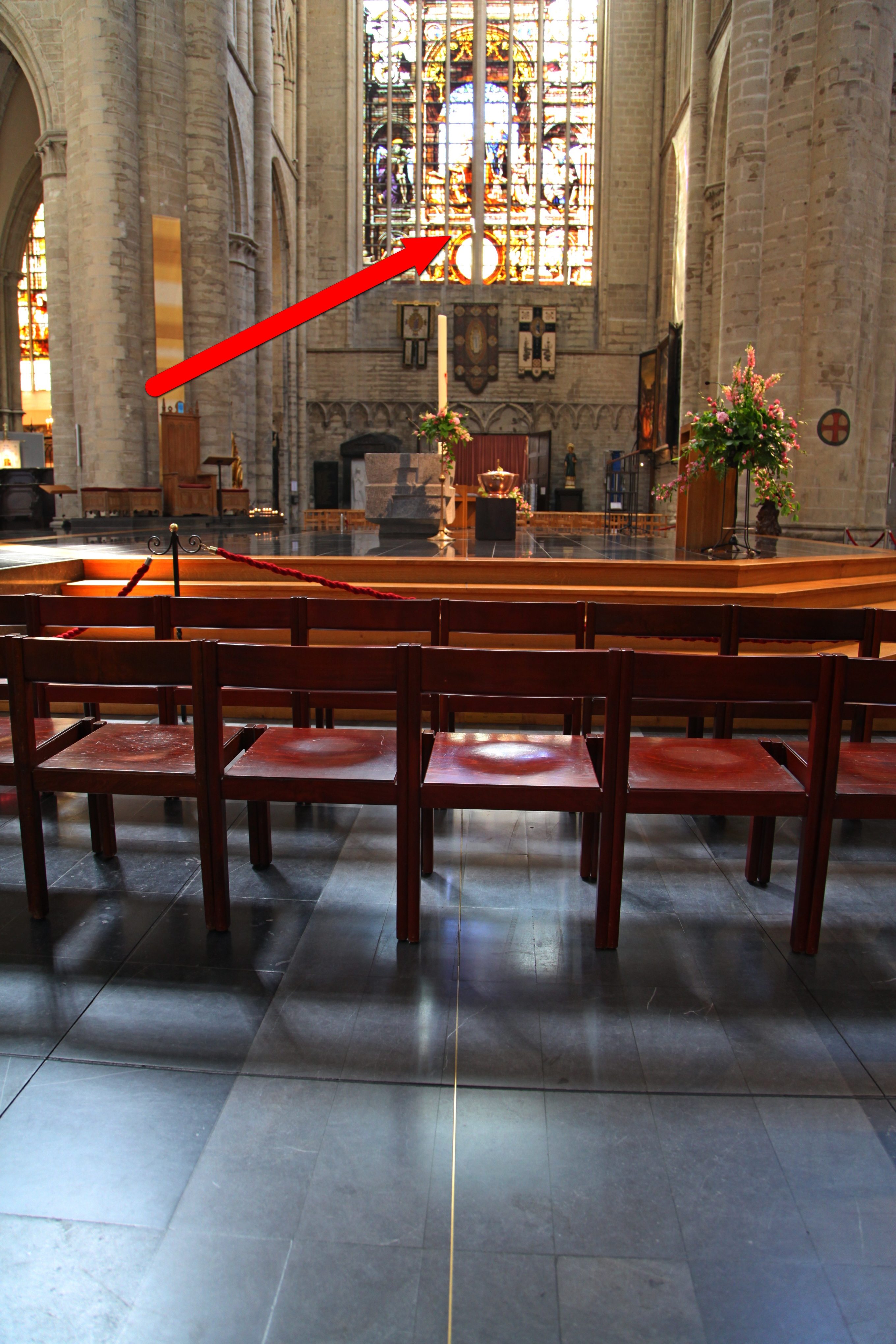
Le tracé au sol et le vitrail avec l'oculus (flêche)
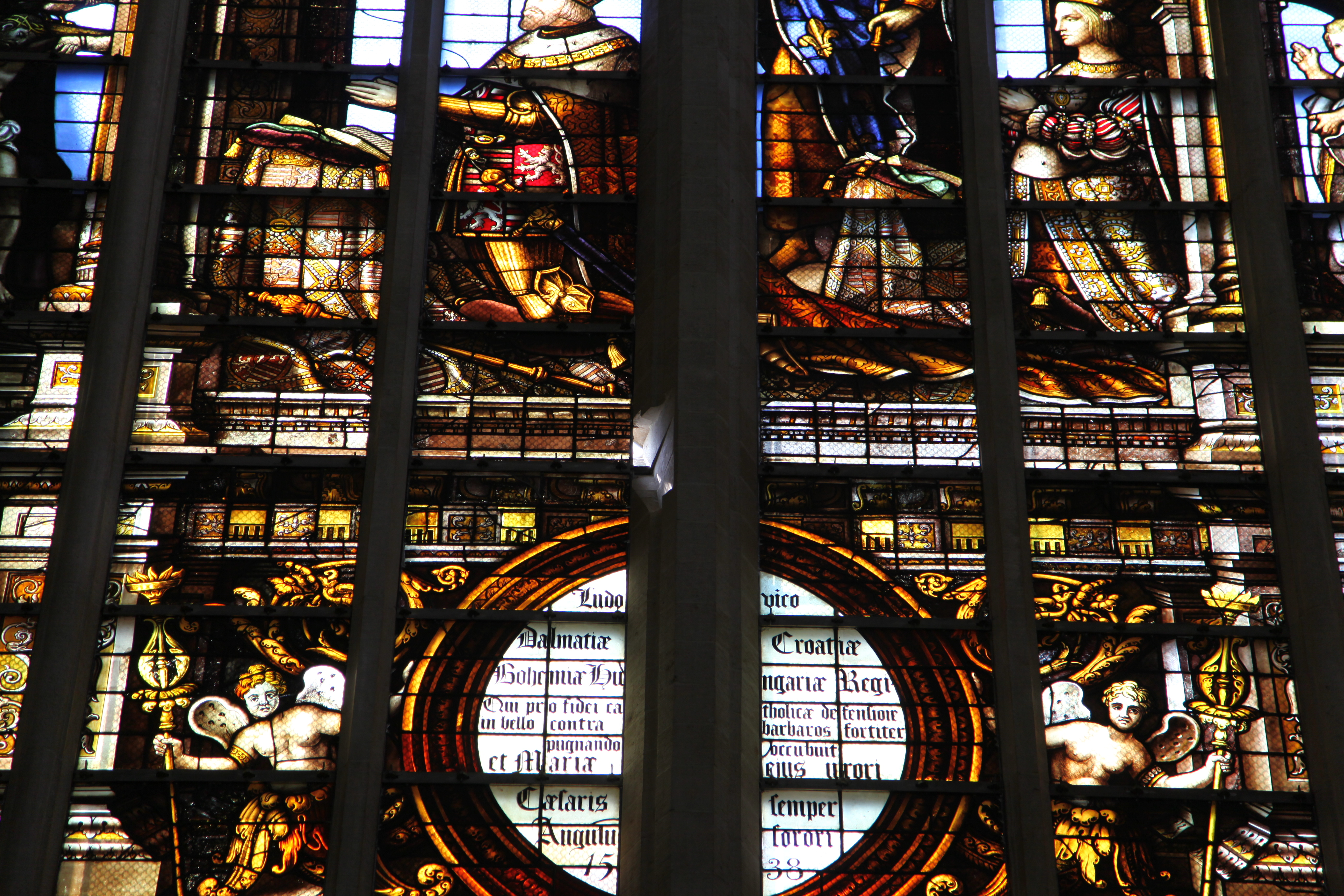
Oculus
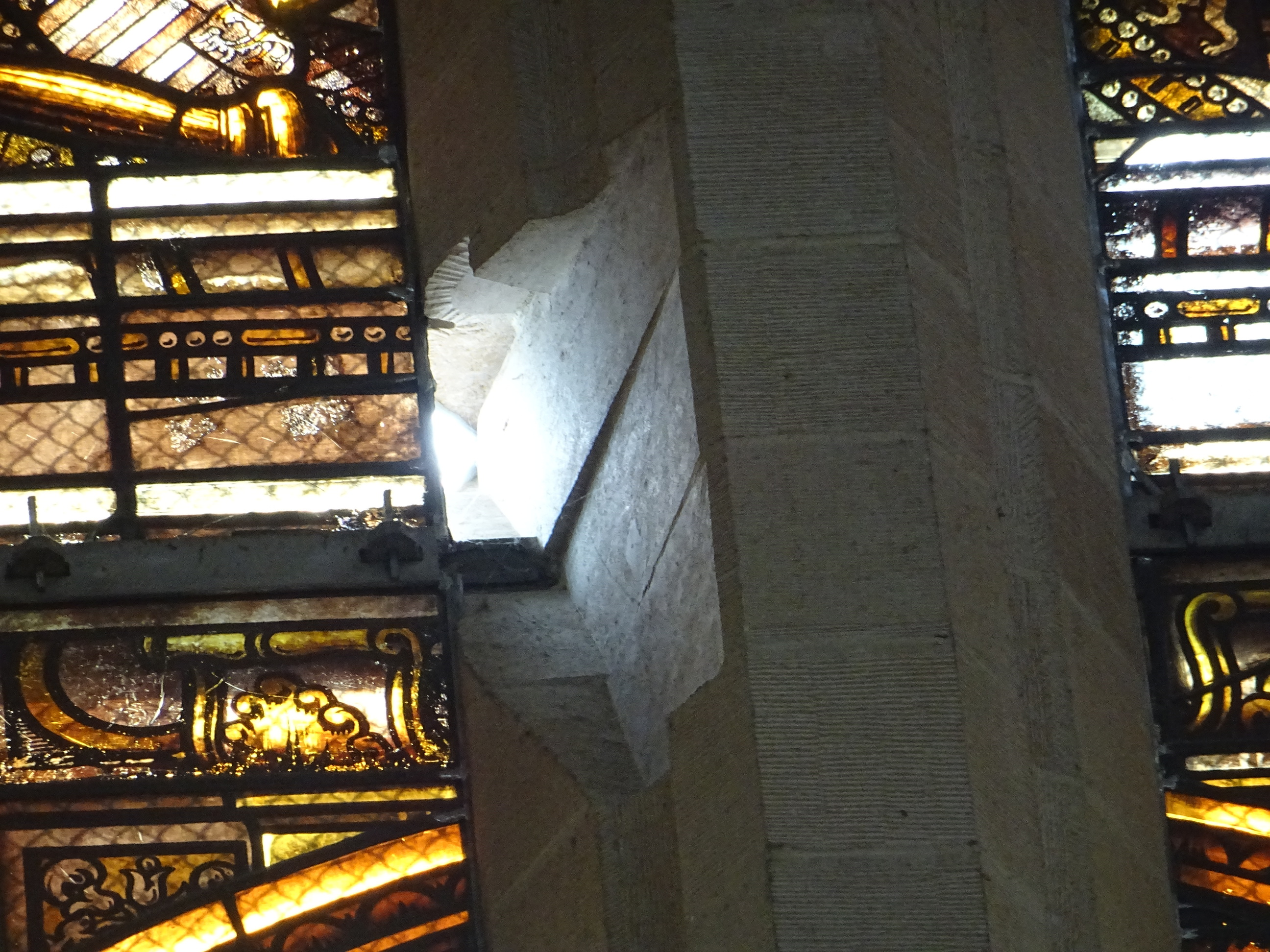
Détail de l'oculus
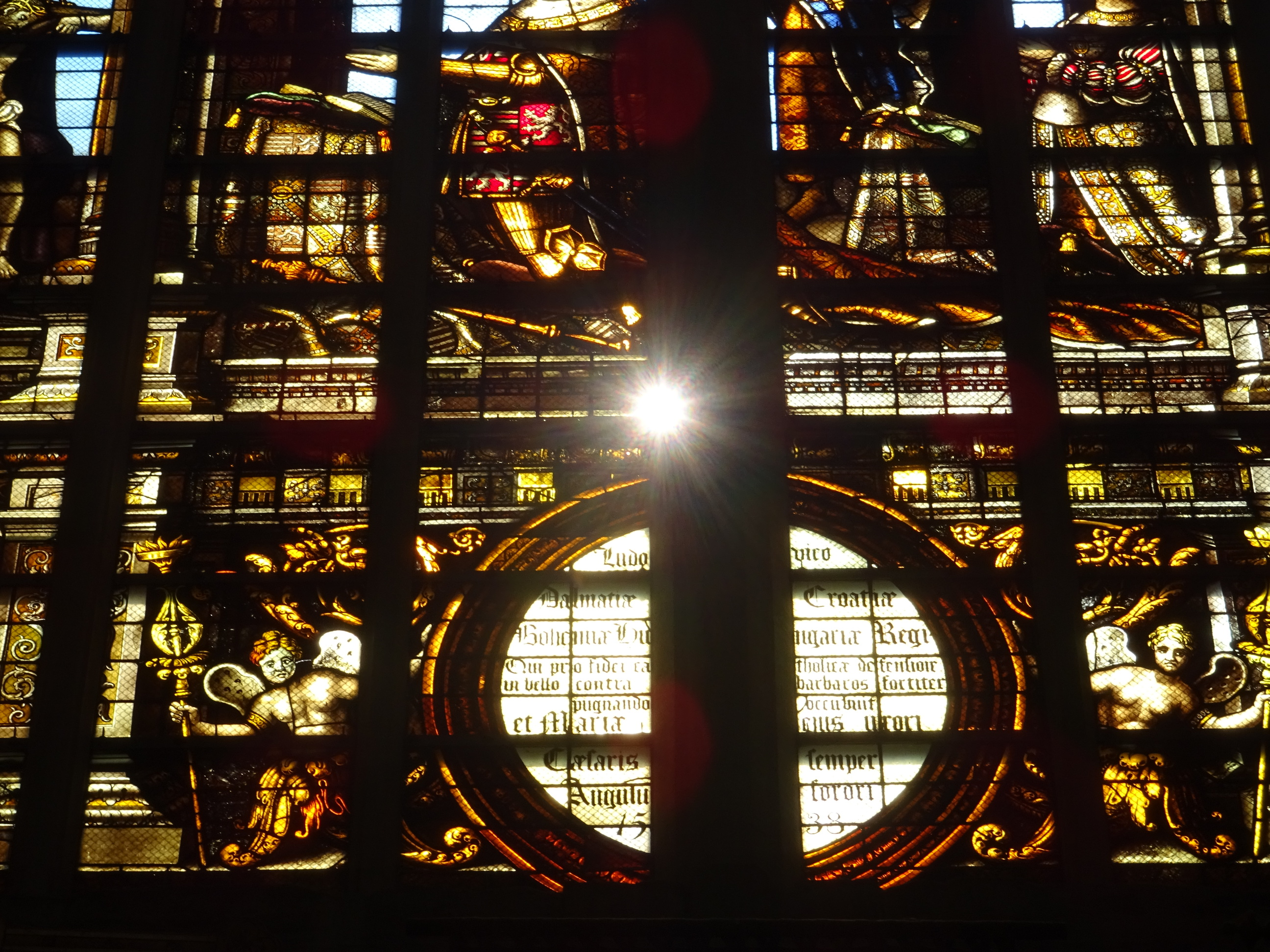
Le Soleil dans l'oculus.
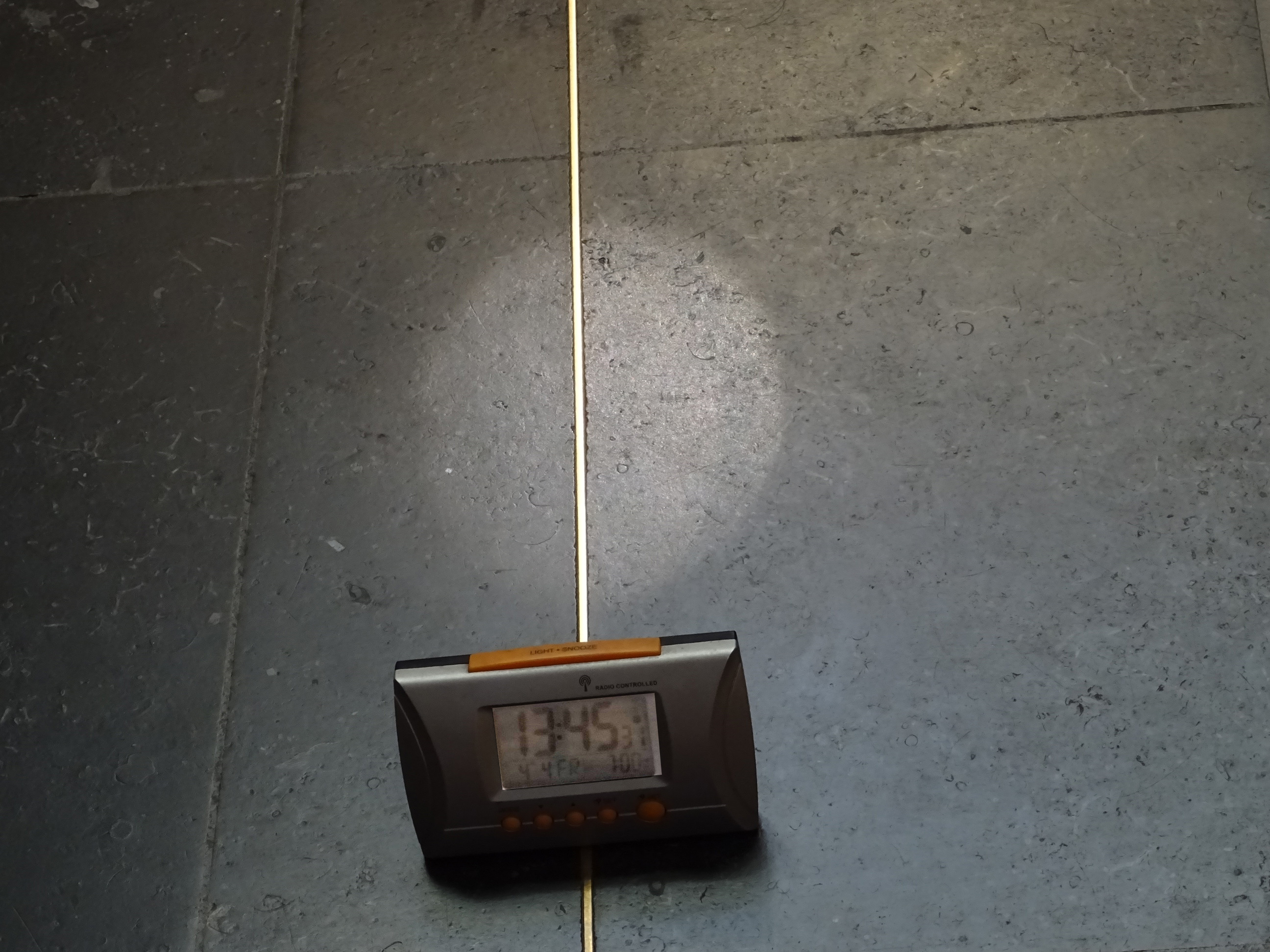
Midi 20240404.124531
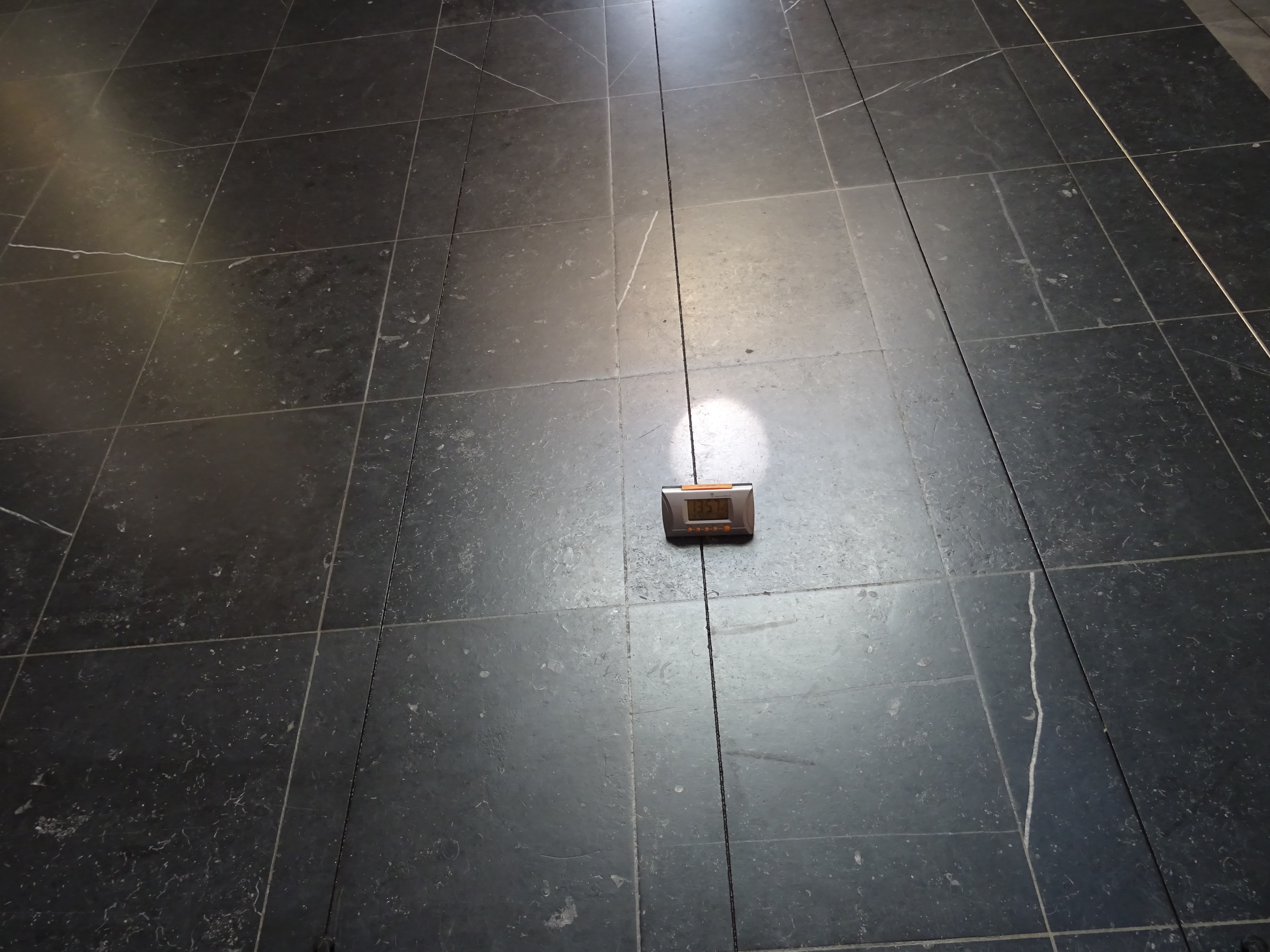
Marques postérieures.
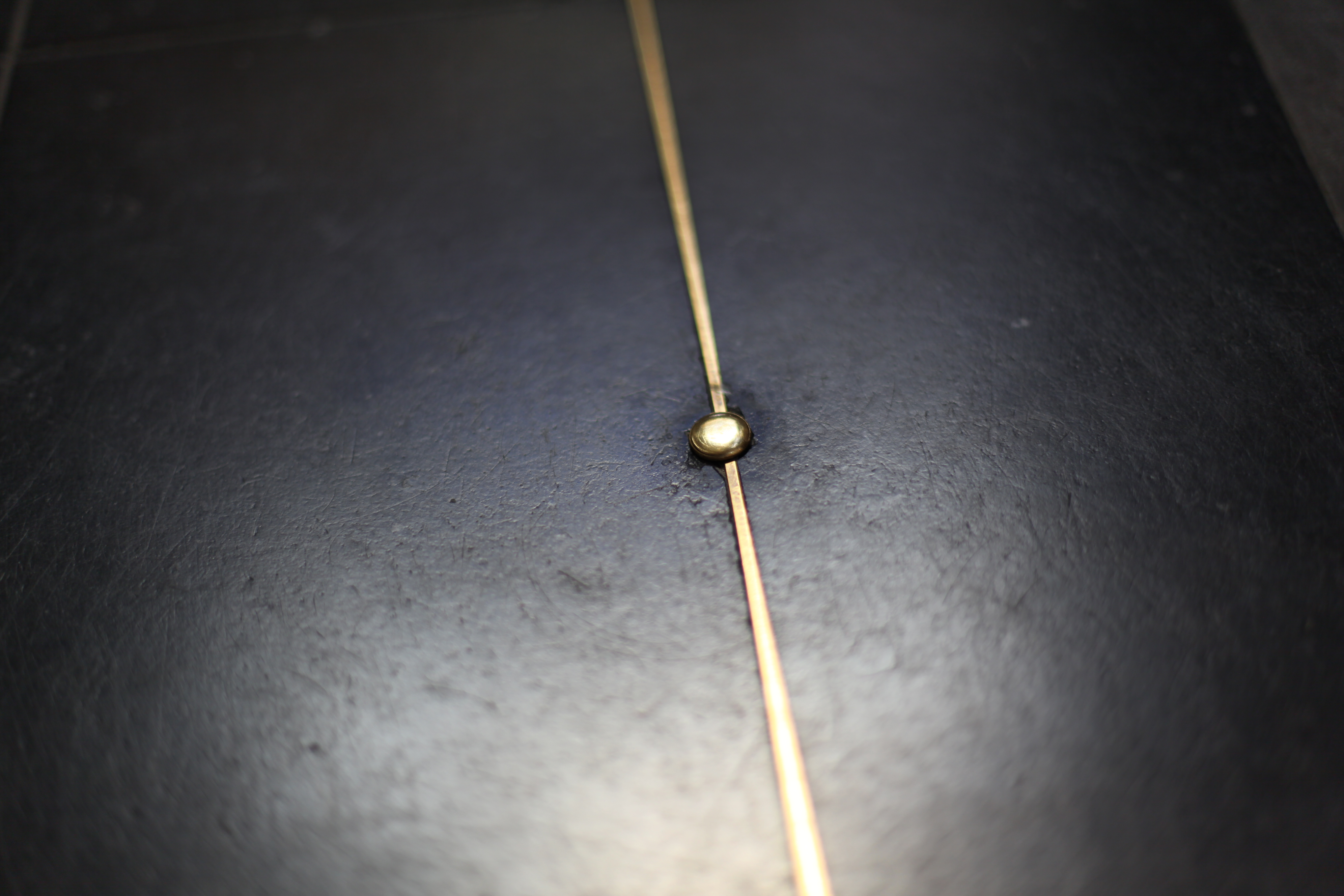
Le clou de repère de solstice

Time lapse de 3 minutes lors du passage au méridien.

### Bruges
La méridienne de Bruges est matérialisée par des marques au sol sur la Grand-Place de Bruges où une boule en laiton de 50 centimètres, placée sur le toit de la Maison Bouchoute, projette son ombre.

La Méridienne de Bruges
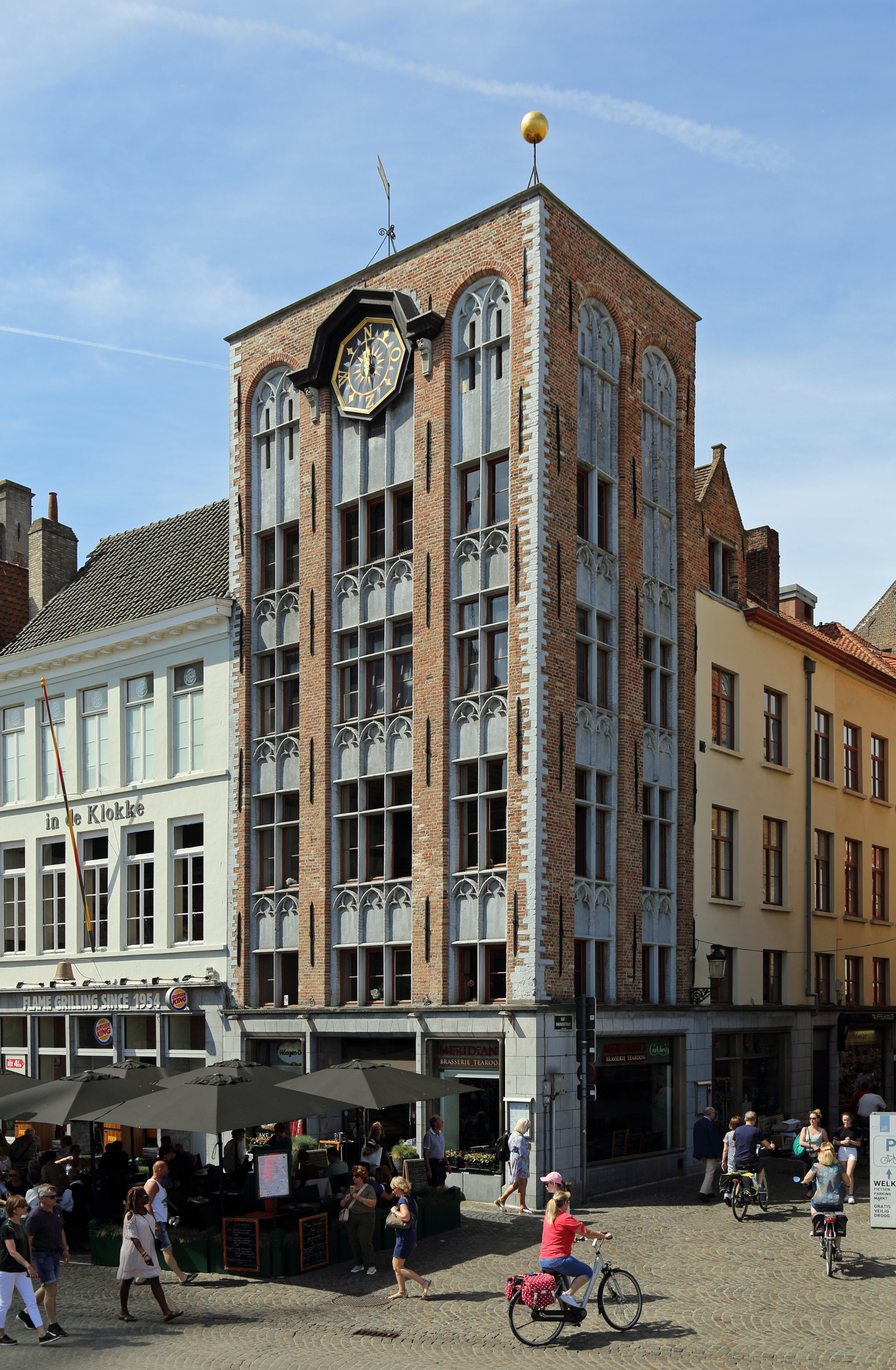
Maison Bouchoute avec sa boule dorée[9].
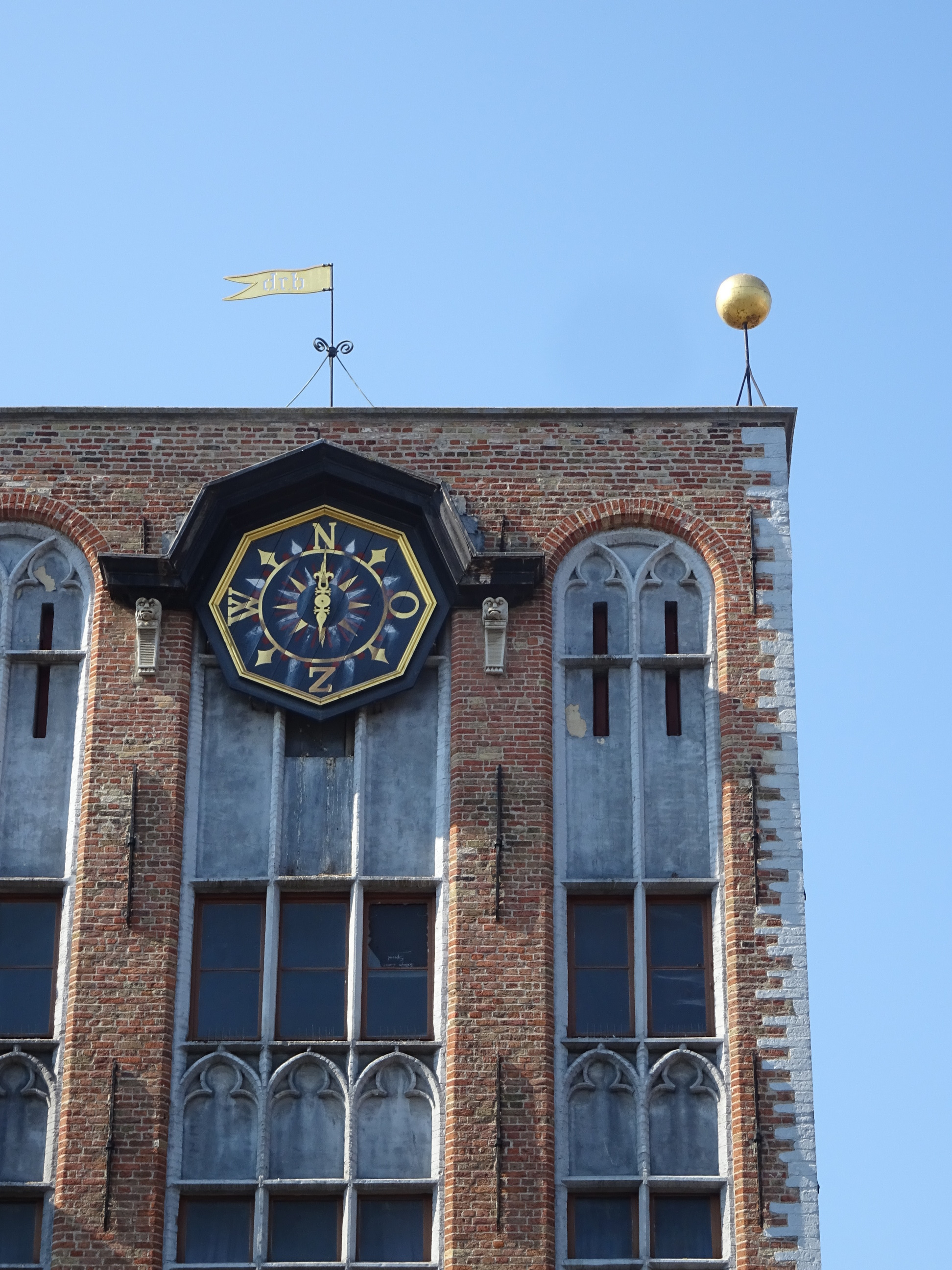
Boule au sommet de la maison Bouchoute.
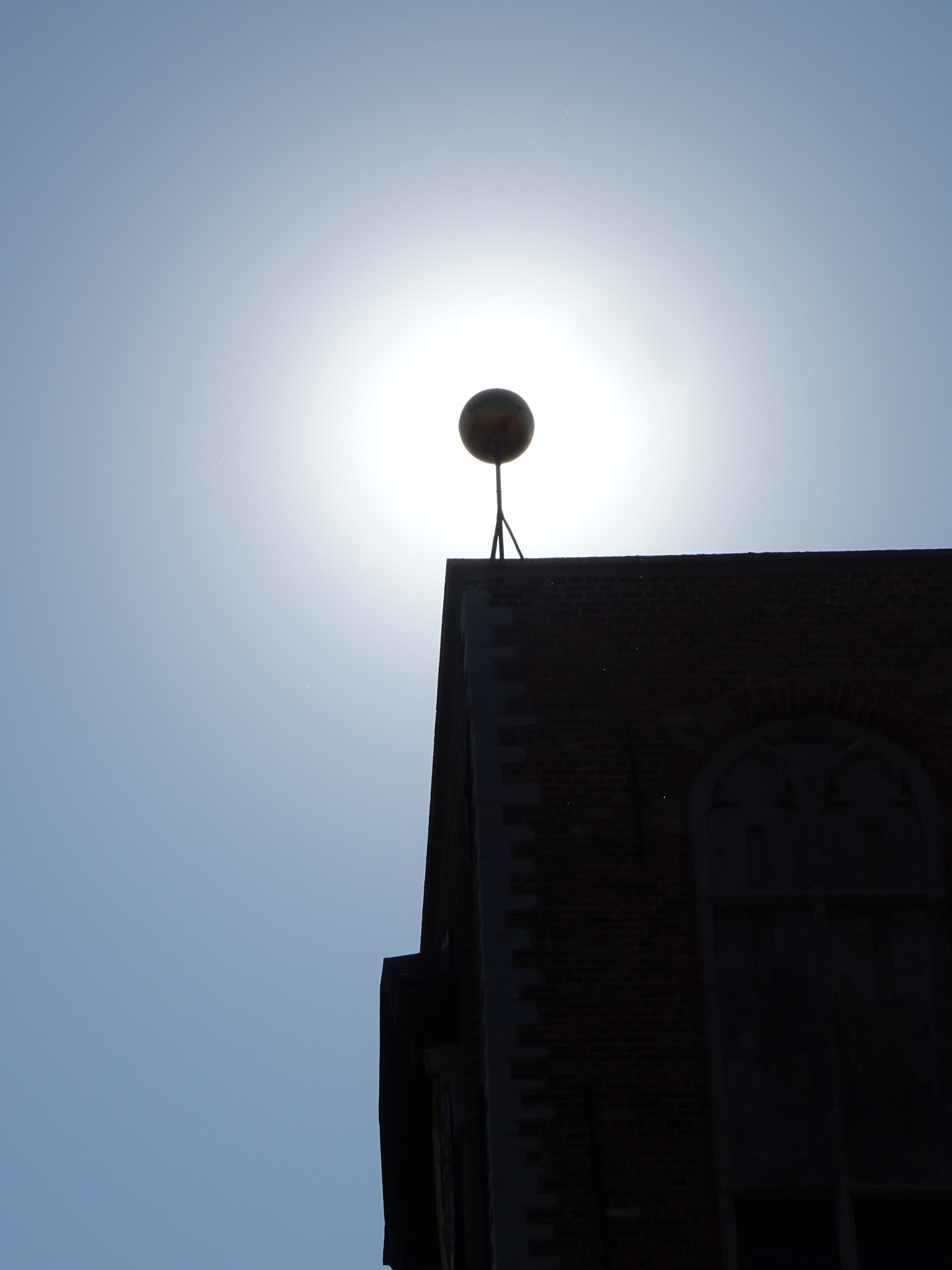
Le Soleil passe derrière la boule.
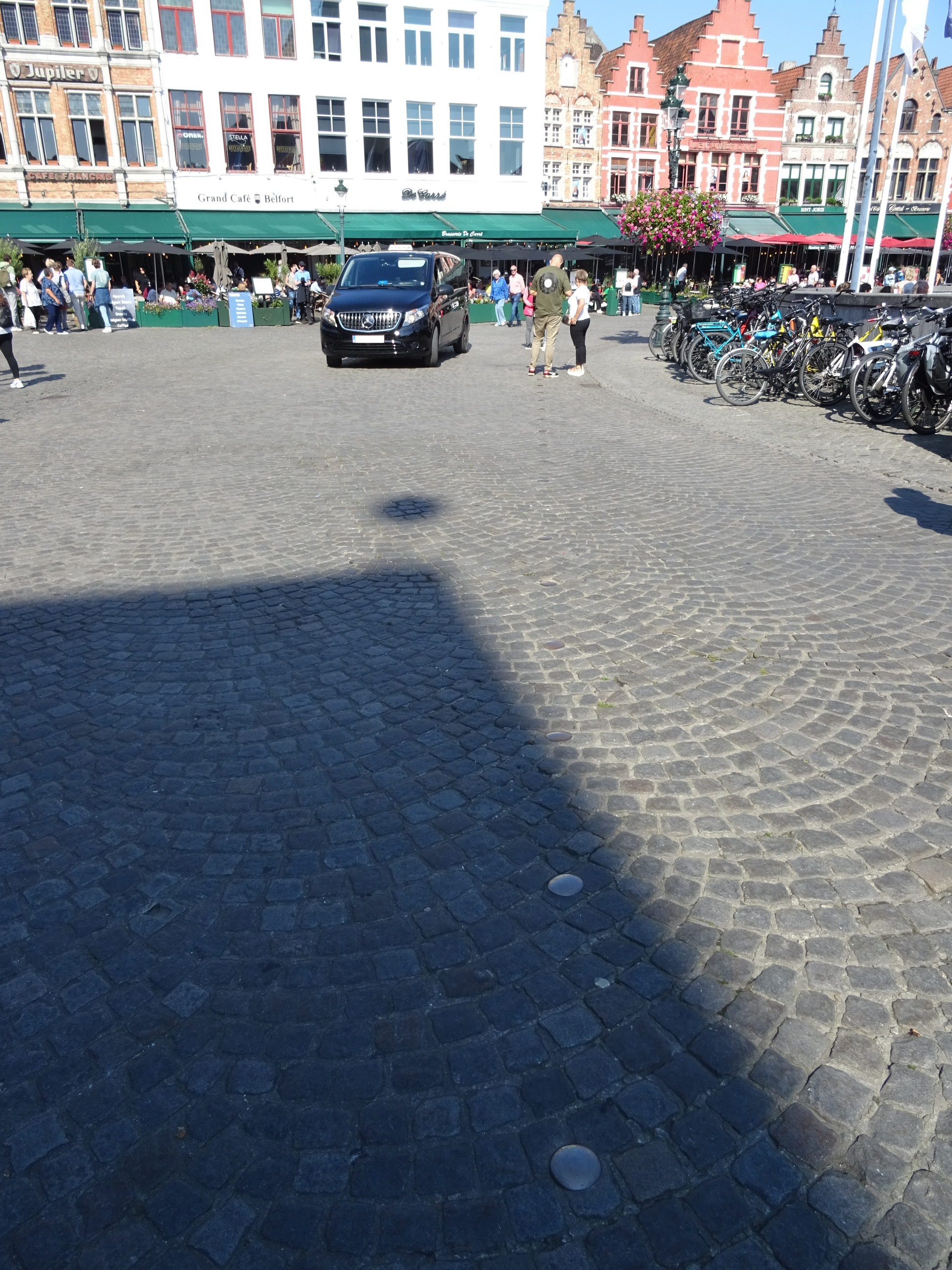
Un peu plus de 5 minutes avant.
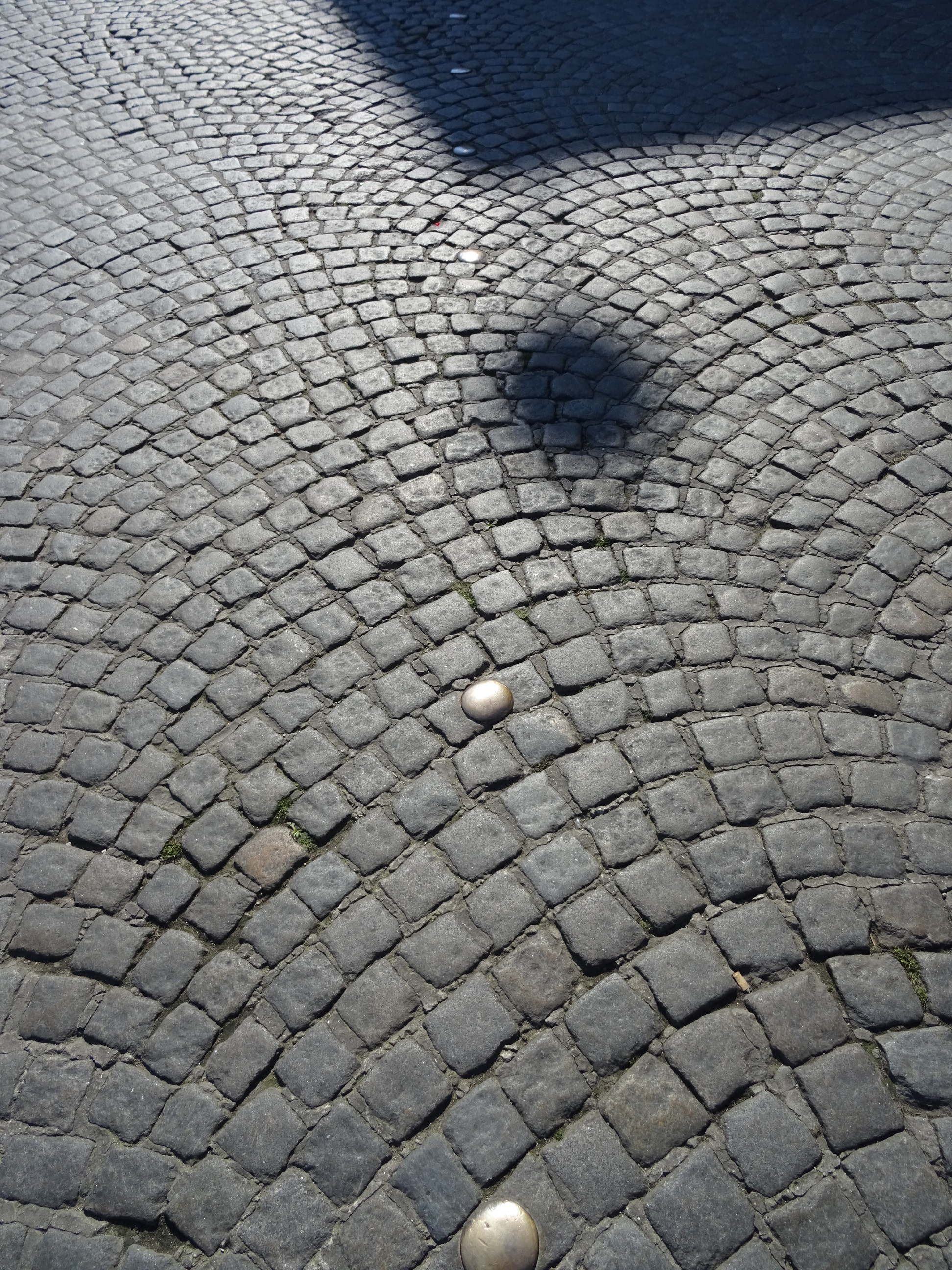
Deux minutes avant.
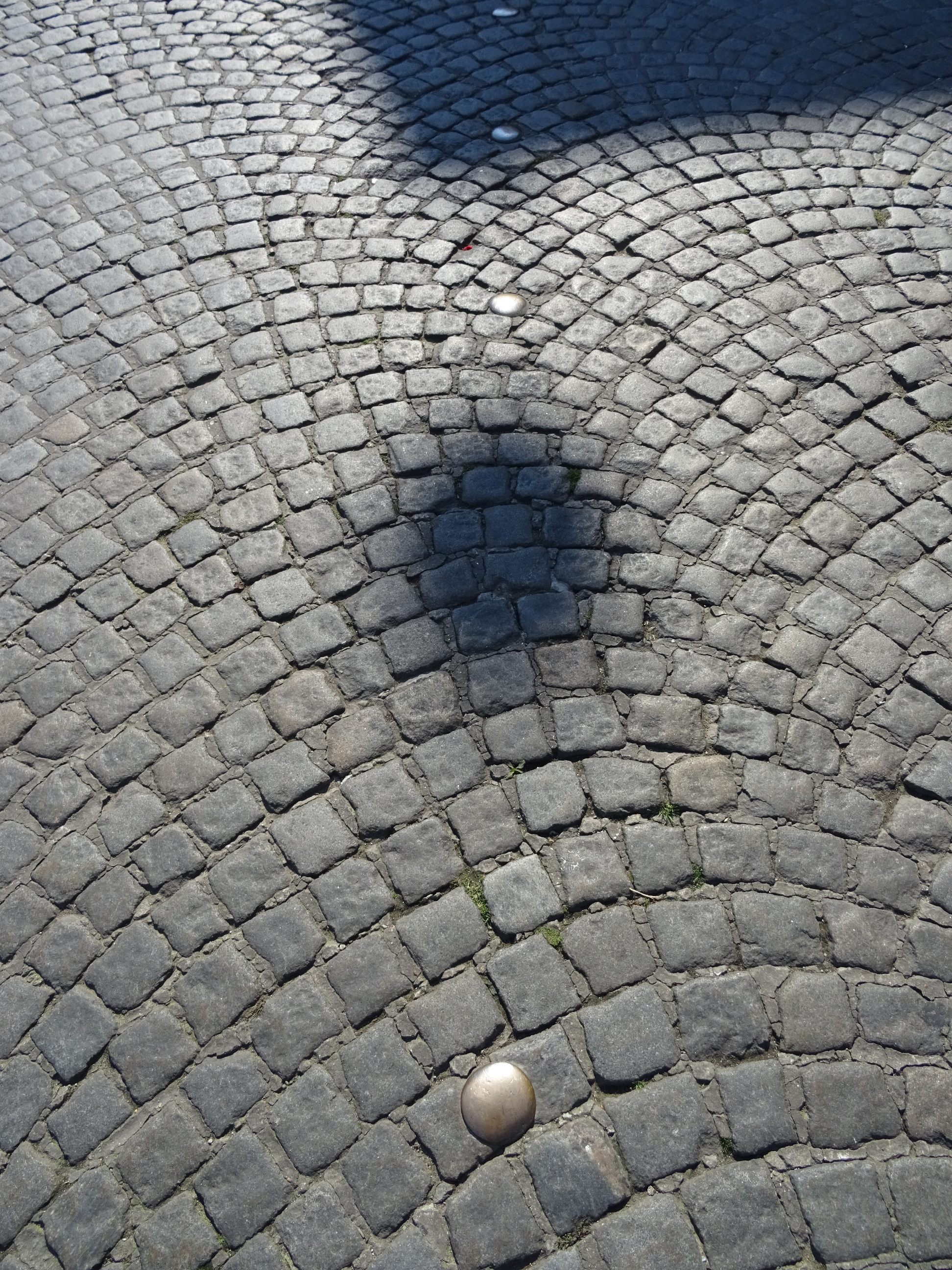
Midi!
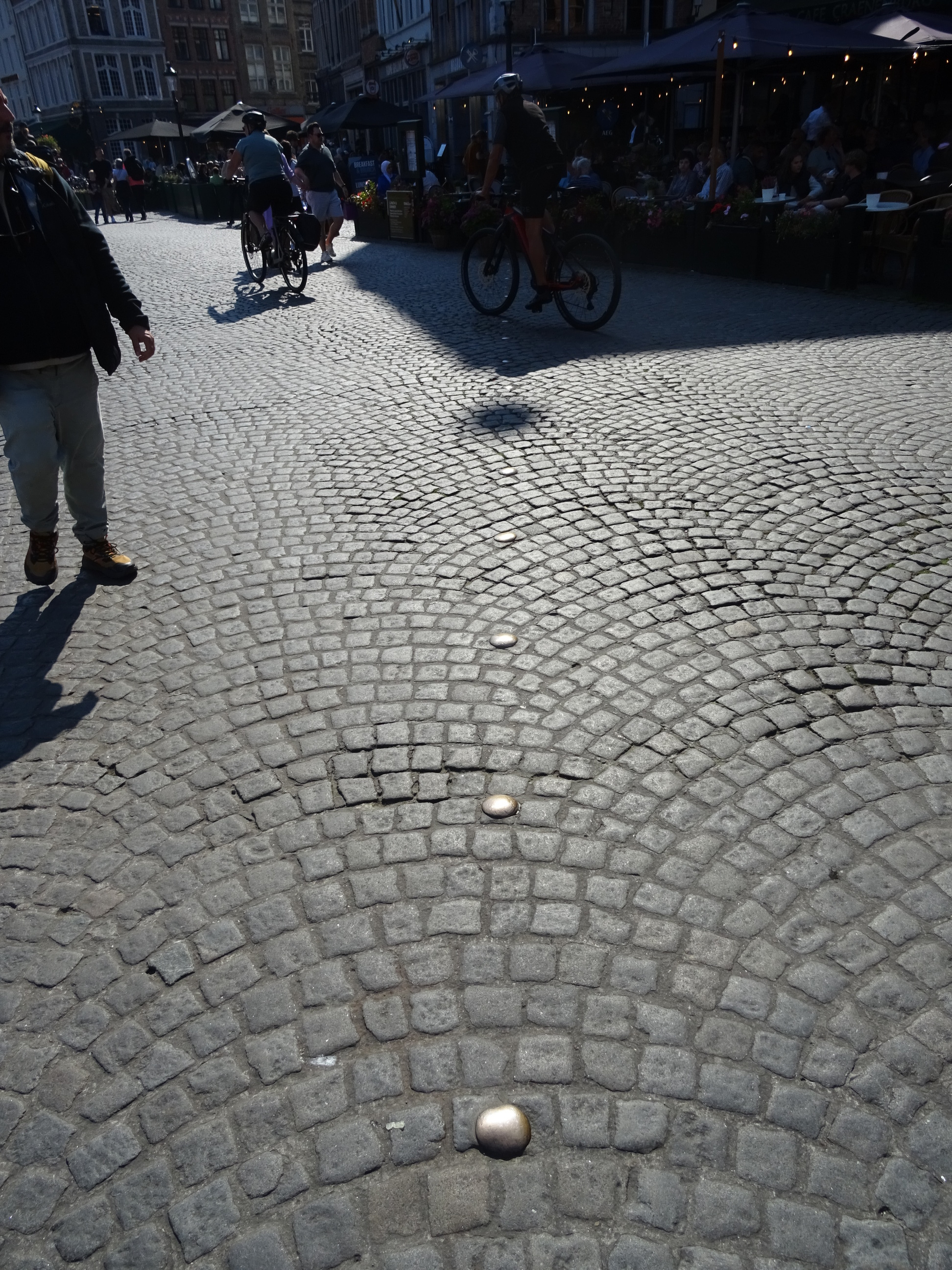
Midi.
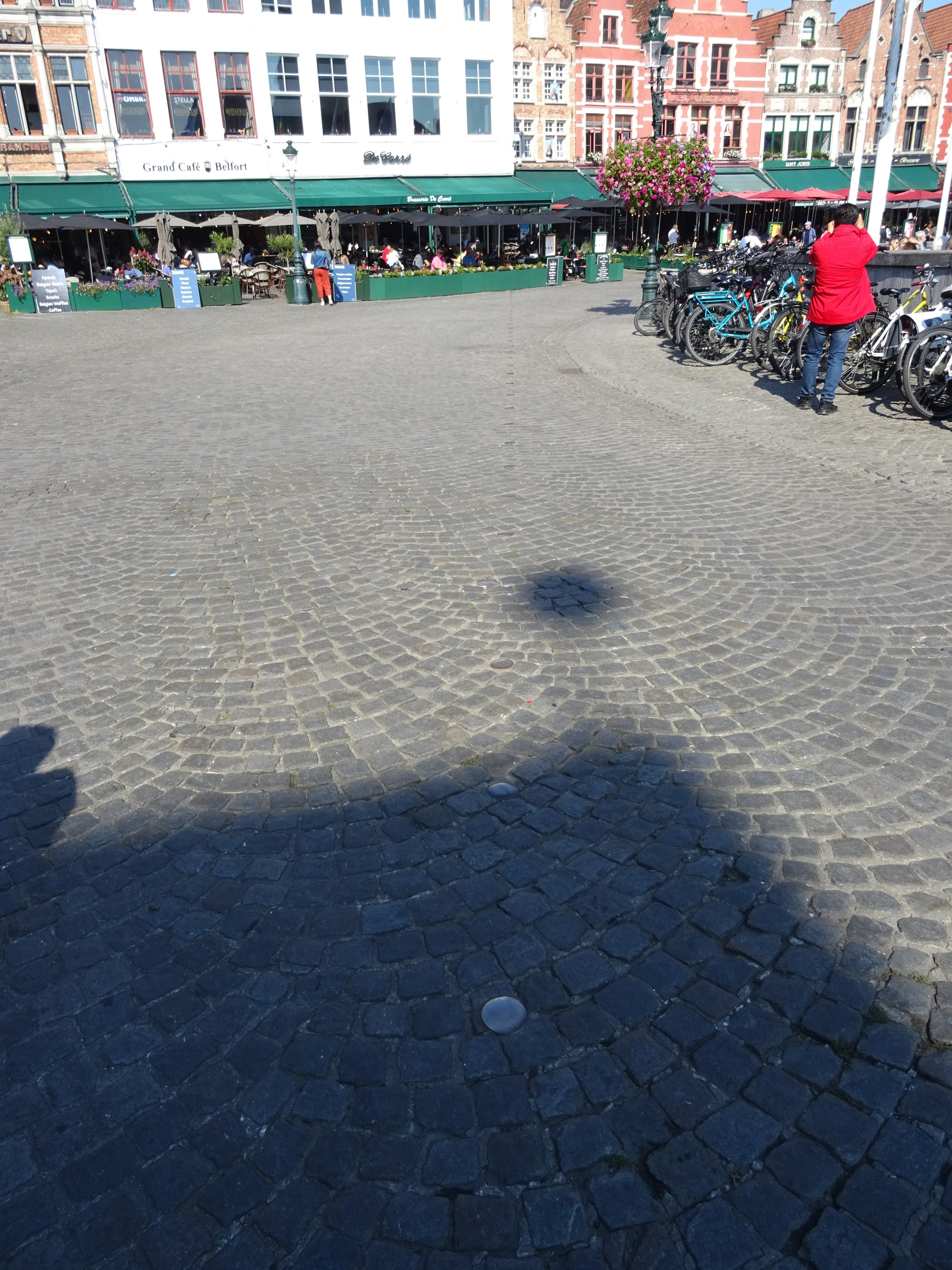
Deux minutes plus tard.

### Gand
La méridienne de Gand se trouve dans l'Aula Academica (nl) de l'université de Gand, où Adolphe Quetelet a fait ses études. Un fil de laiton disposé dans le  pavement du péristyle la matérialise. Un trou dans le mur laisse pénétrer les rayons du Soleil aux alentours de midi.

La Méridienne de Gand
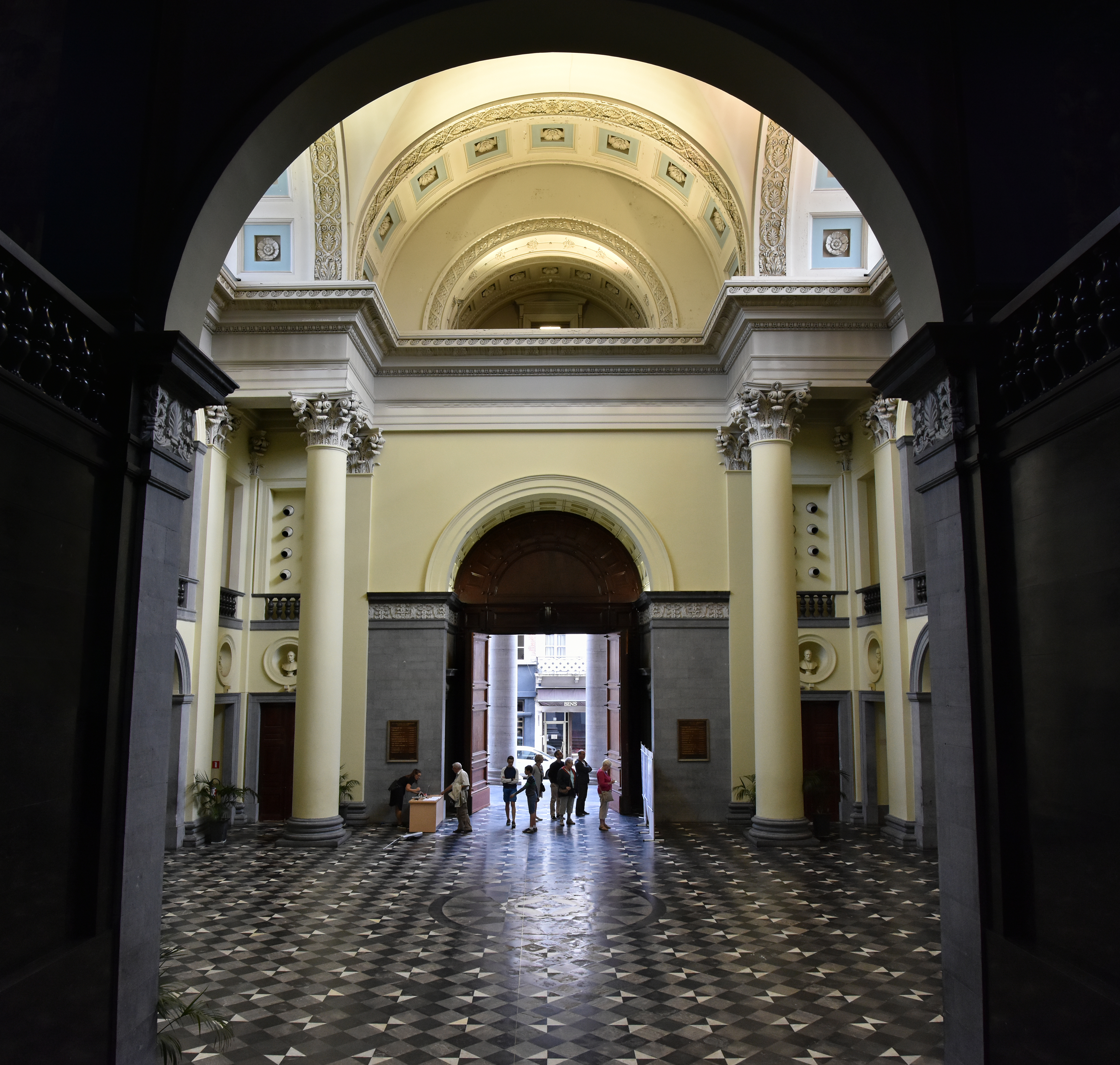
Le fil de laiton qui court sur le pavement.
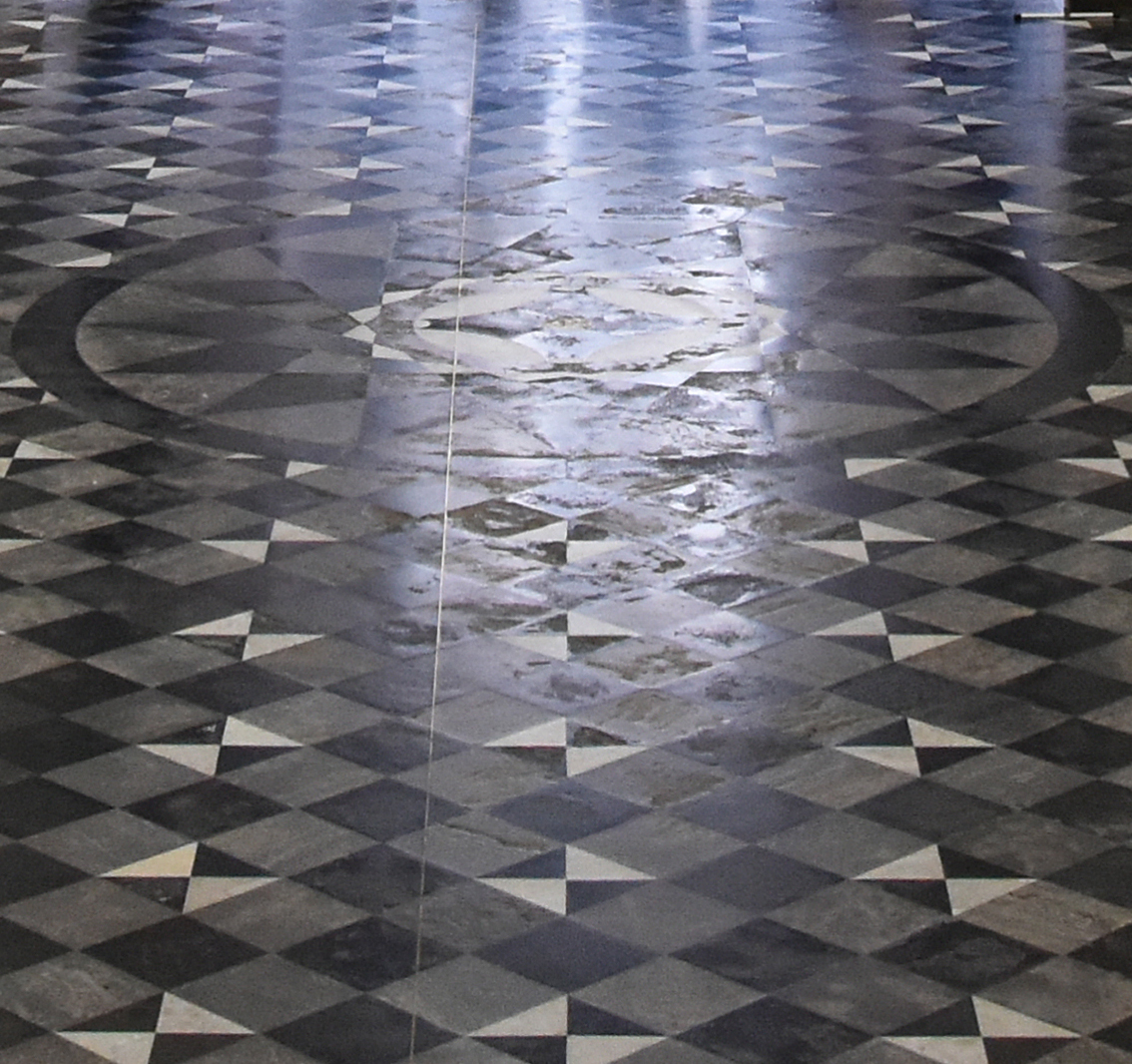
Détail du pavement avec le fil.

### Liège
La méridienne se trouvait près du bâtiment central de l'université de Liège mais n'existe plus.

### Lierre
À Lierre, Quetelet choisit l'ombre du coin sud-ouest de l'Hôtel de ville projetée sur la Grand-Place qu'il matérialise par une bande métallique.

La Méridienne de Lierre
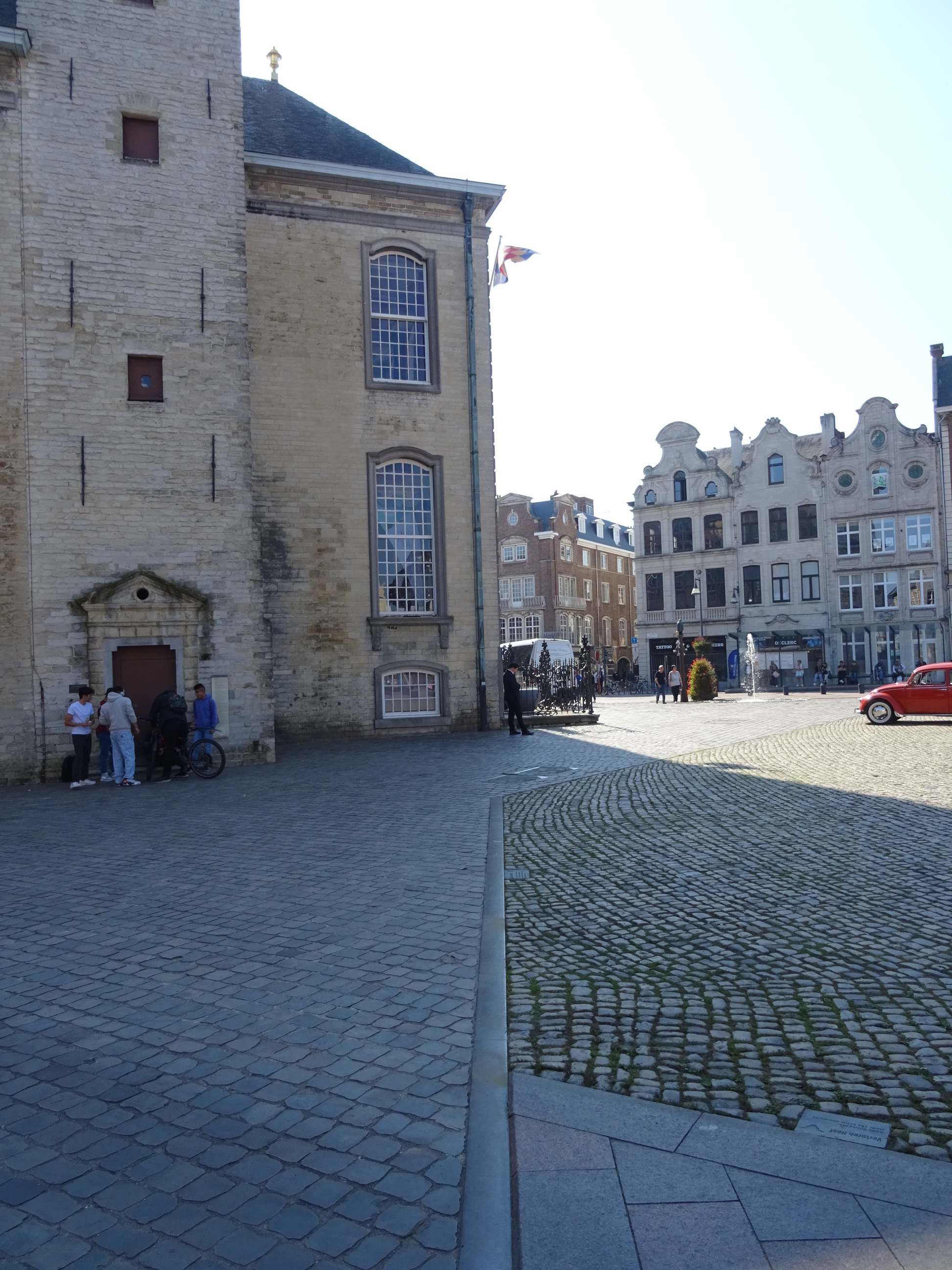
Méridienne de Quetelet à Lierre.
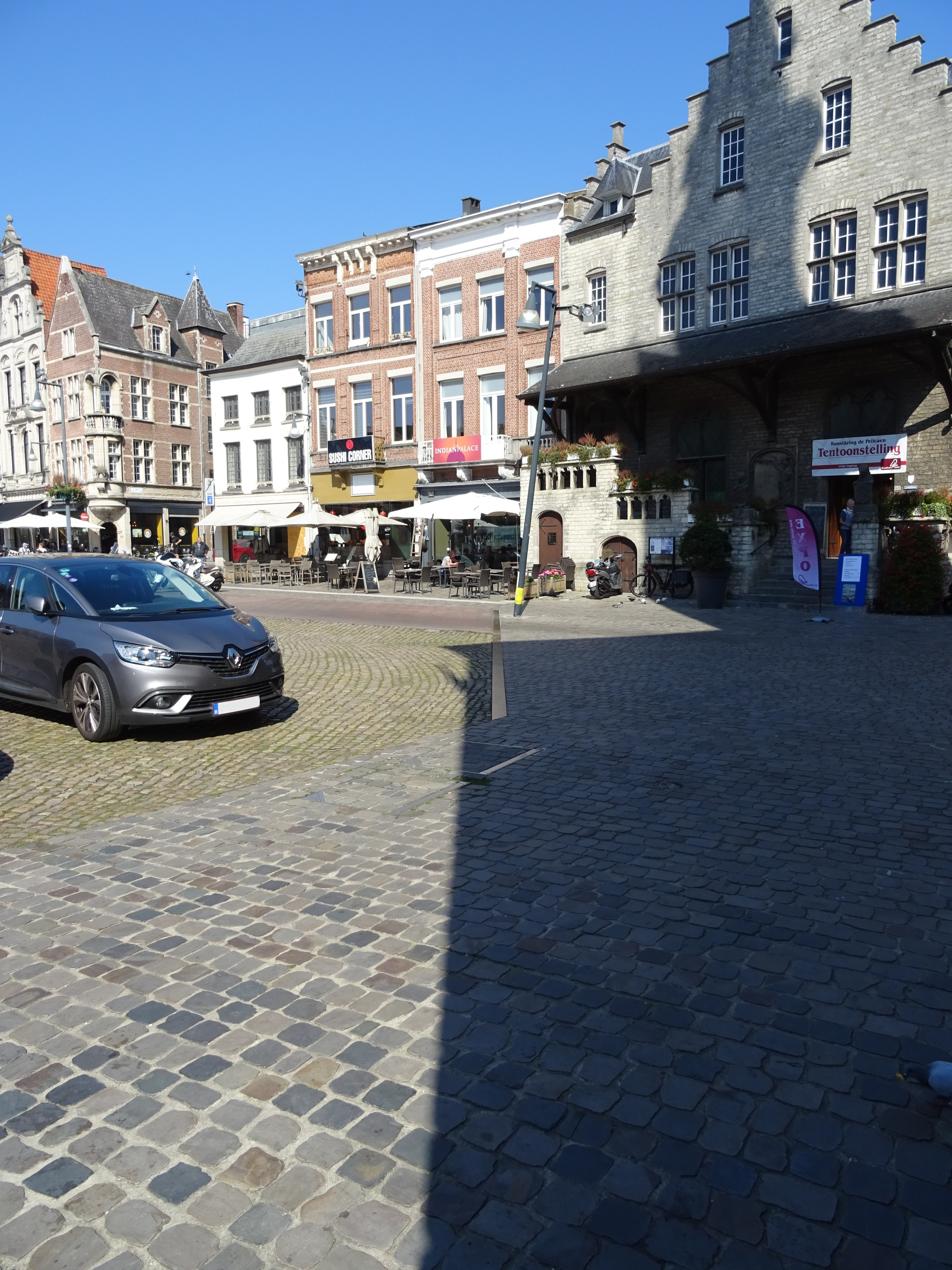
Cinq minutes avant midi.
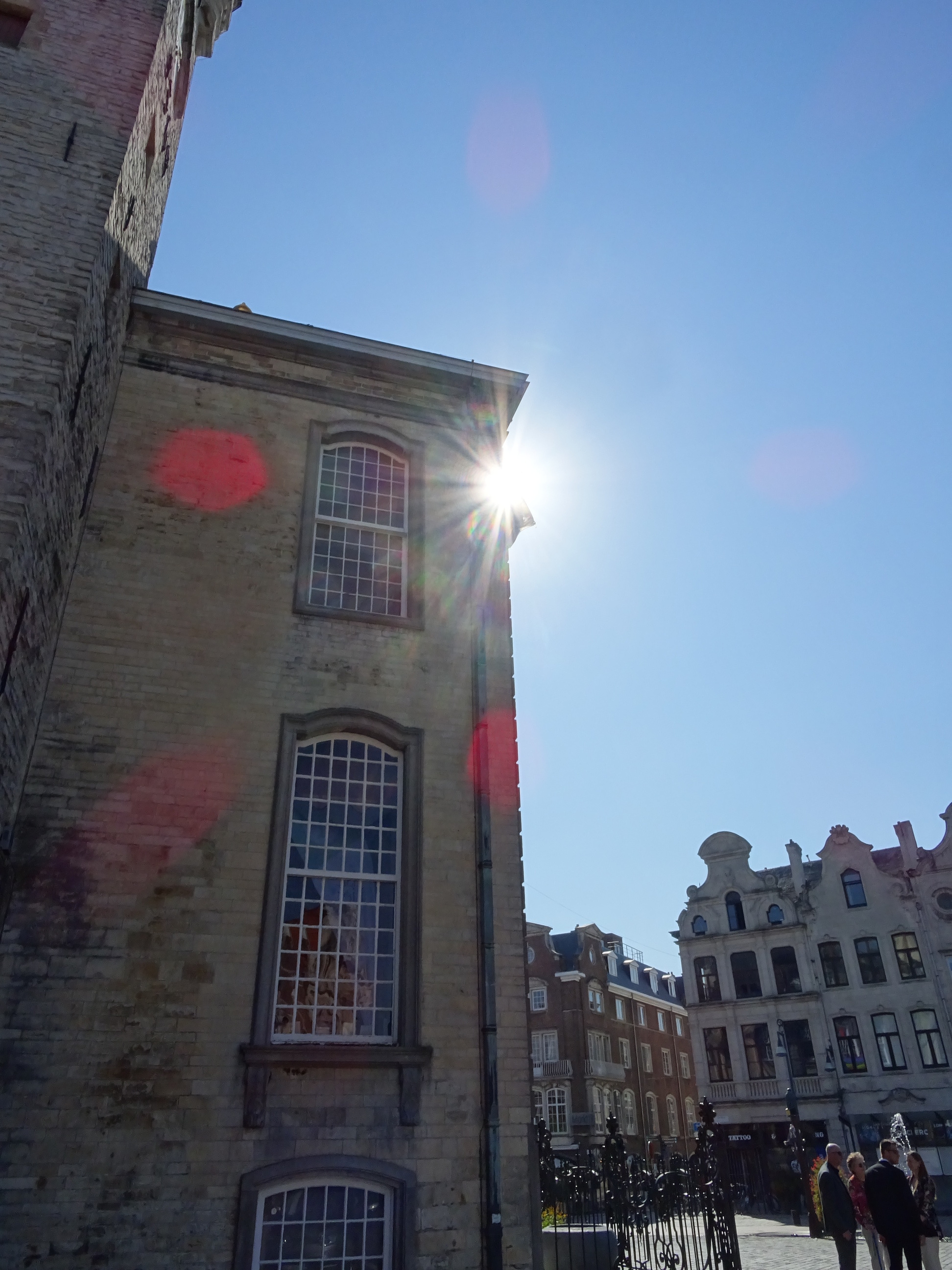
Le Soleil apparaît.
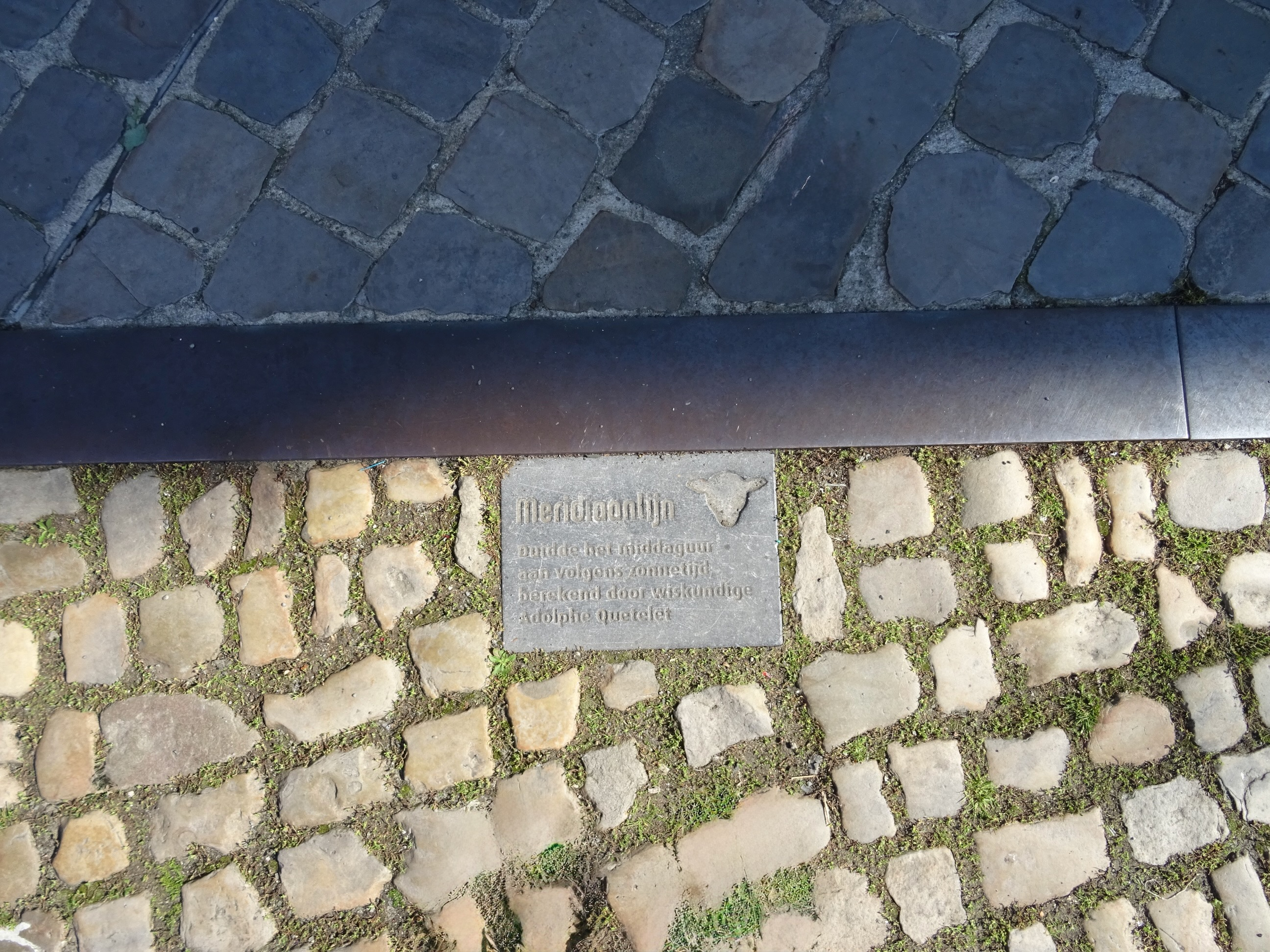
Midi!
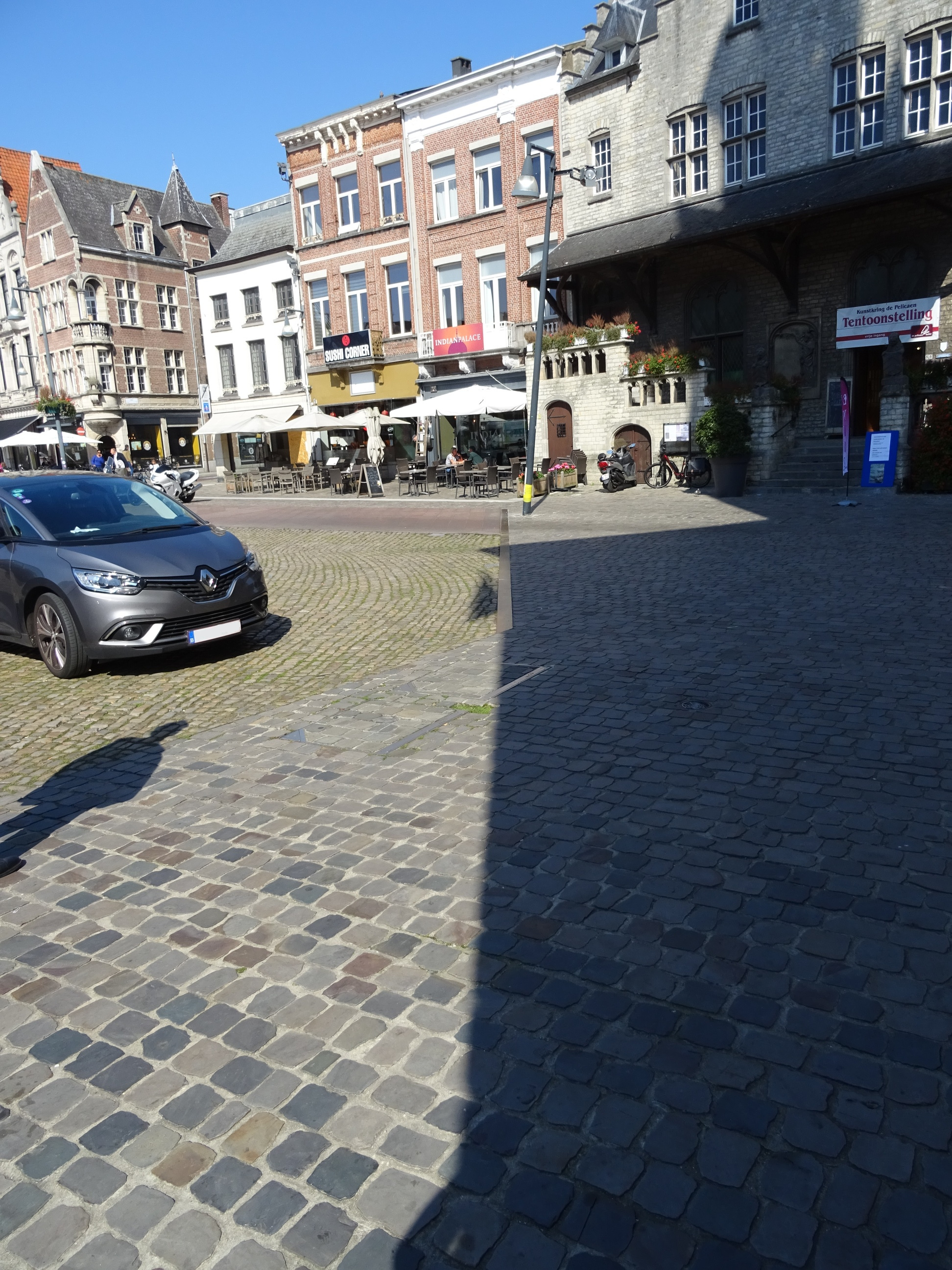
Midi
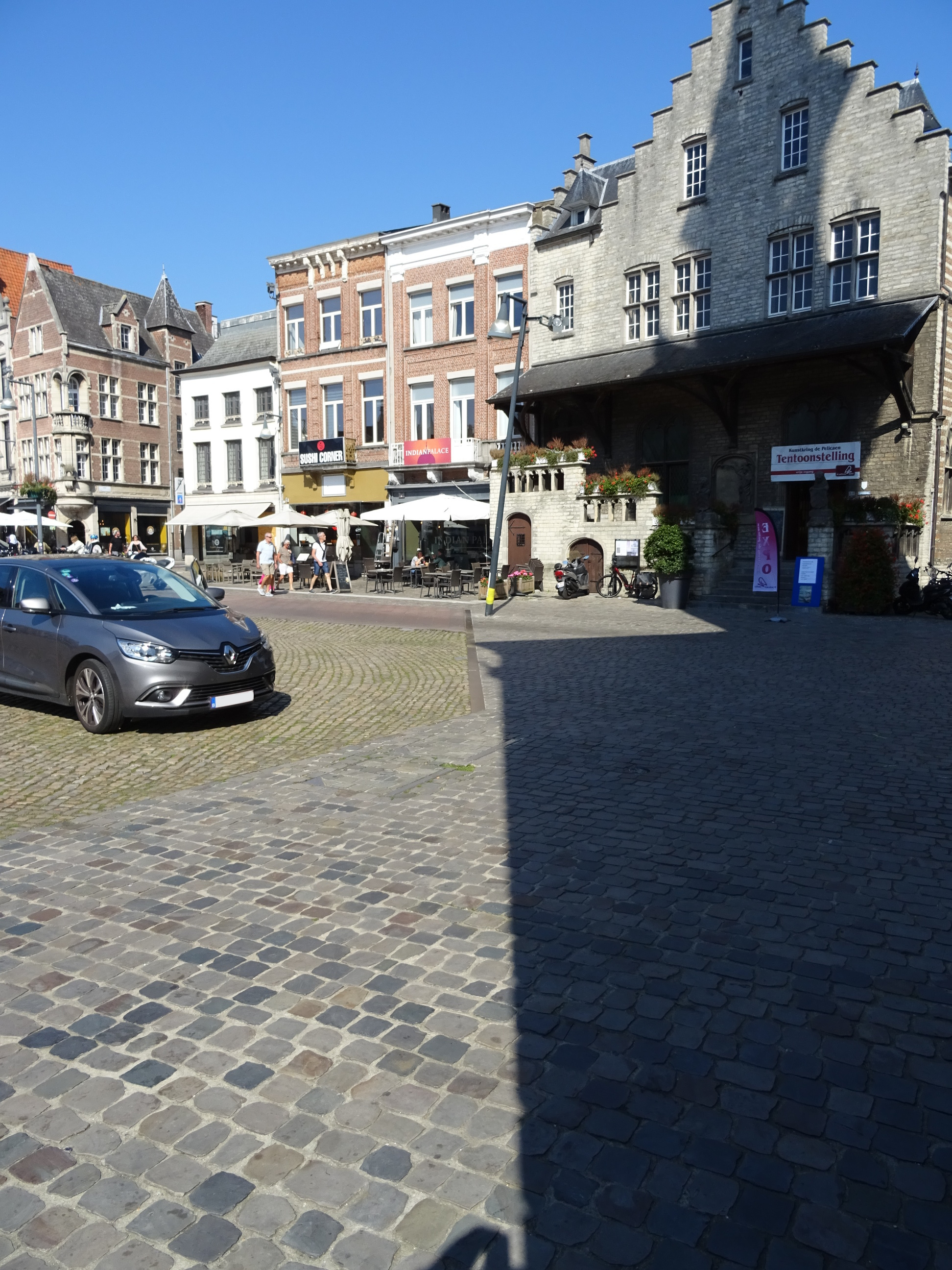
Cinq minutes après midi.

### Louvain
À Louvain, le choix de Quetelet se porta sur l'église Saint-Michel et la méridienne est matérialisée sur une colonne.

### Malines
À Malines, Quetelet se sert de la colonne milliaire marquant le centre du réseau ferroviaire comme gnomon dont l'ombre permet de visualiser le déplacement apparent du Soleil dû à la rotation de la Terre. La méridienne a été déplacée plusieurs fois.

La Méridienne de Malines
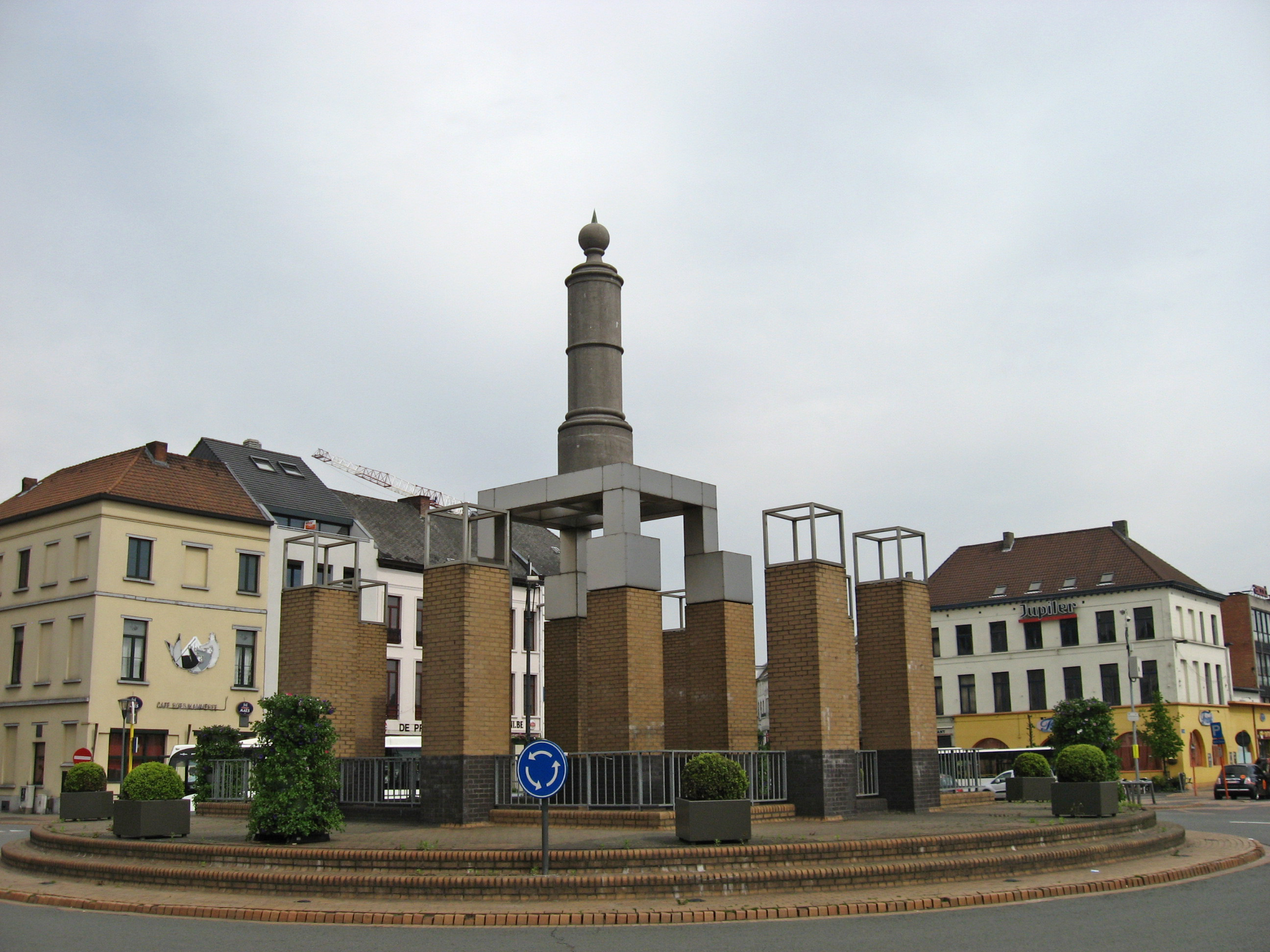
Colonne milliaire de la gare de Malines.
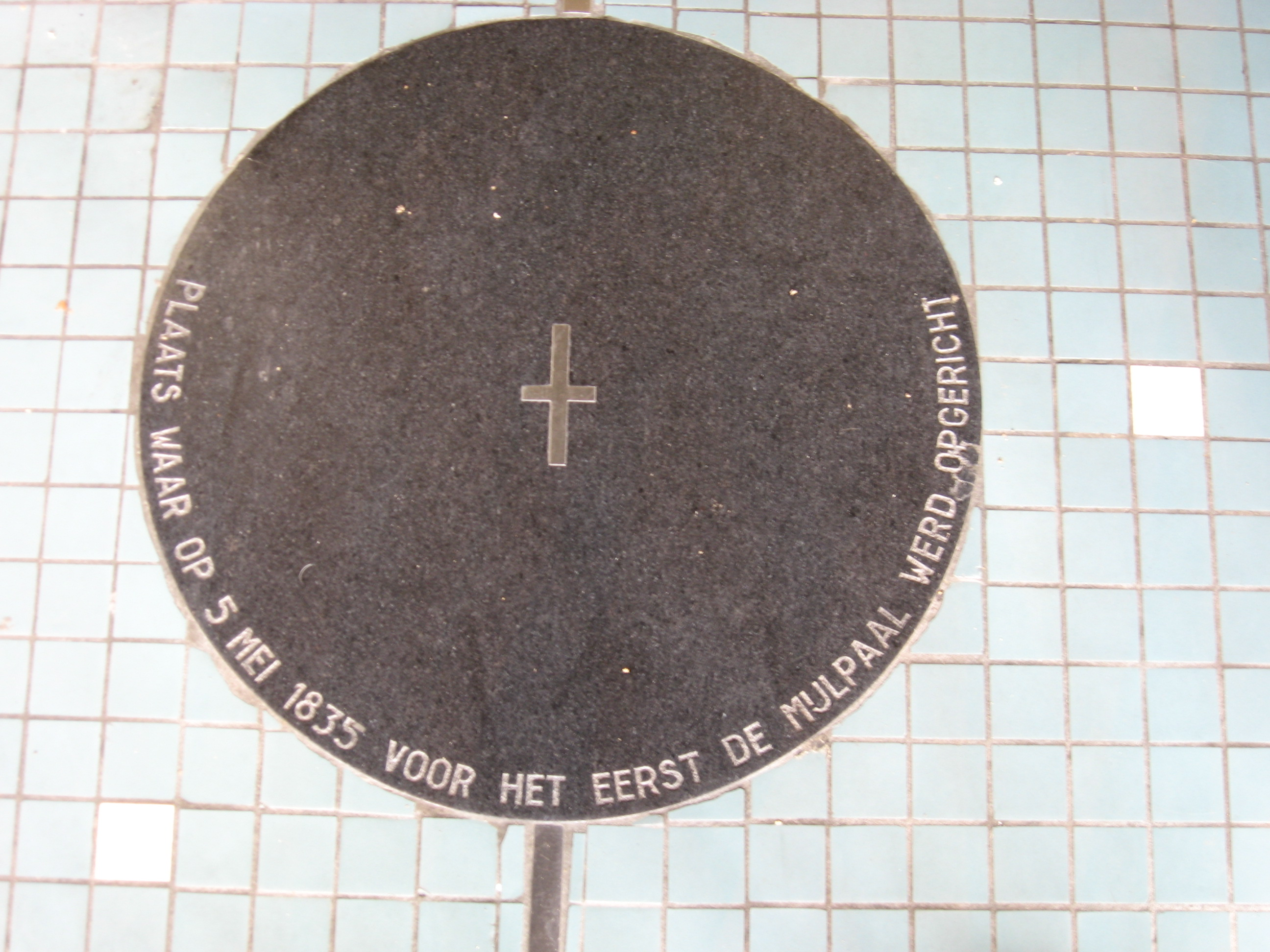
Emplacement original de la colonne.

### Ostende
La méridienne d'Ostende est extérieure et une statuette de Mercure qui surmonte l'ancien hôtel de ville (nl) sert de gnomon. La méridienne est matérialisée sur le pavement de la place d'Armes. À la suite des bombardements de la Seconde Guerre mondiale, il n'en reste rien.

### Termonde
À Termonde, la méridienne se trouve dans l'église Notre-Dame.  Le fil de laiton a disparu mais la rainure dans le pavement est toujours visible.  Un nouveau vitrail de Harold Van de Perre (nl), La Jérusalem Eternelle, installé en 2000, très lumineux, met certes l'église en valeur mais, à supposer qu'un oculus ait été replacé au bon endroit, il ne projette plus le Soleil au sol de manière distincte.  La méridienne n'est donc plus fonctionnelle.

La Méridienne de Termonde
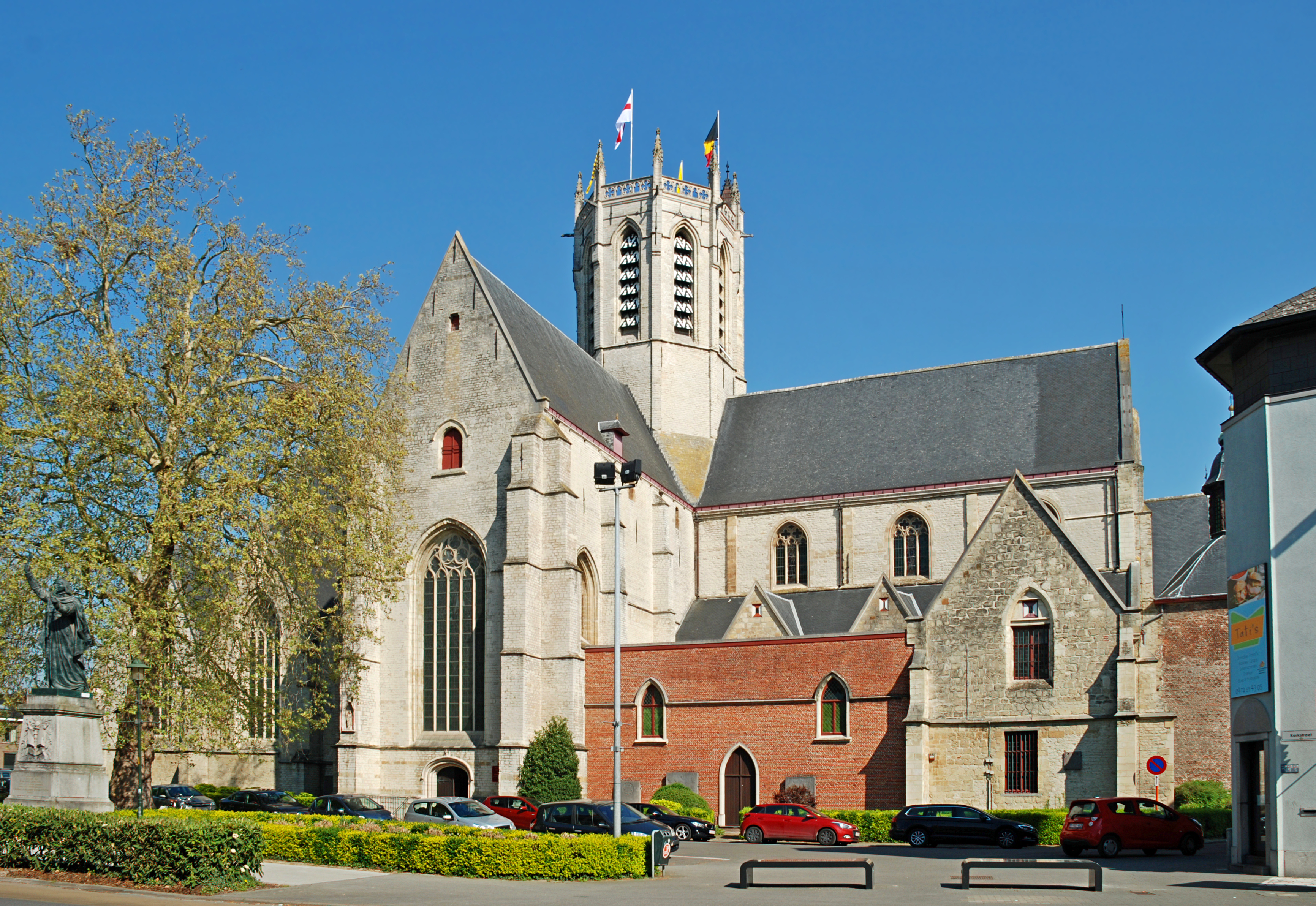
Face sud du transept où se trouvait l'oculus.
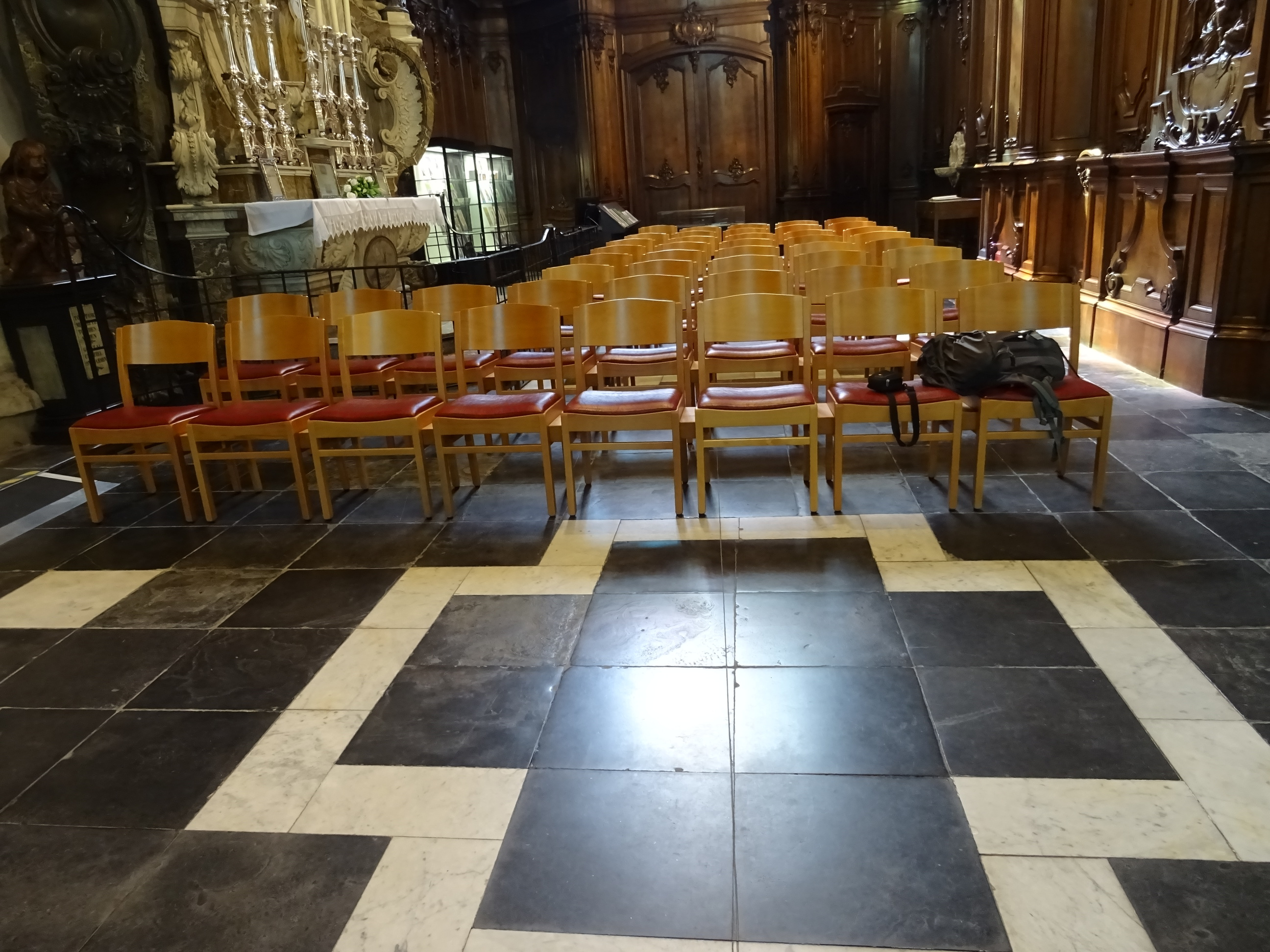
Trace au sol de la méridienne.
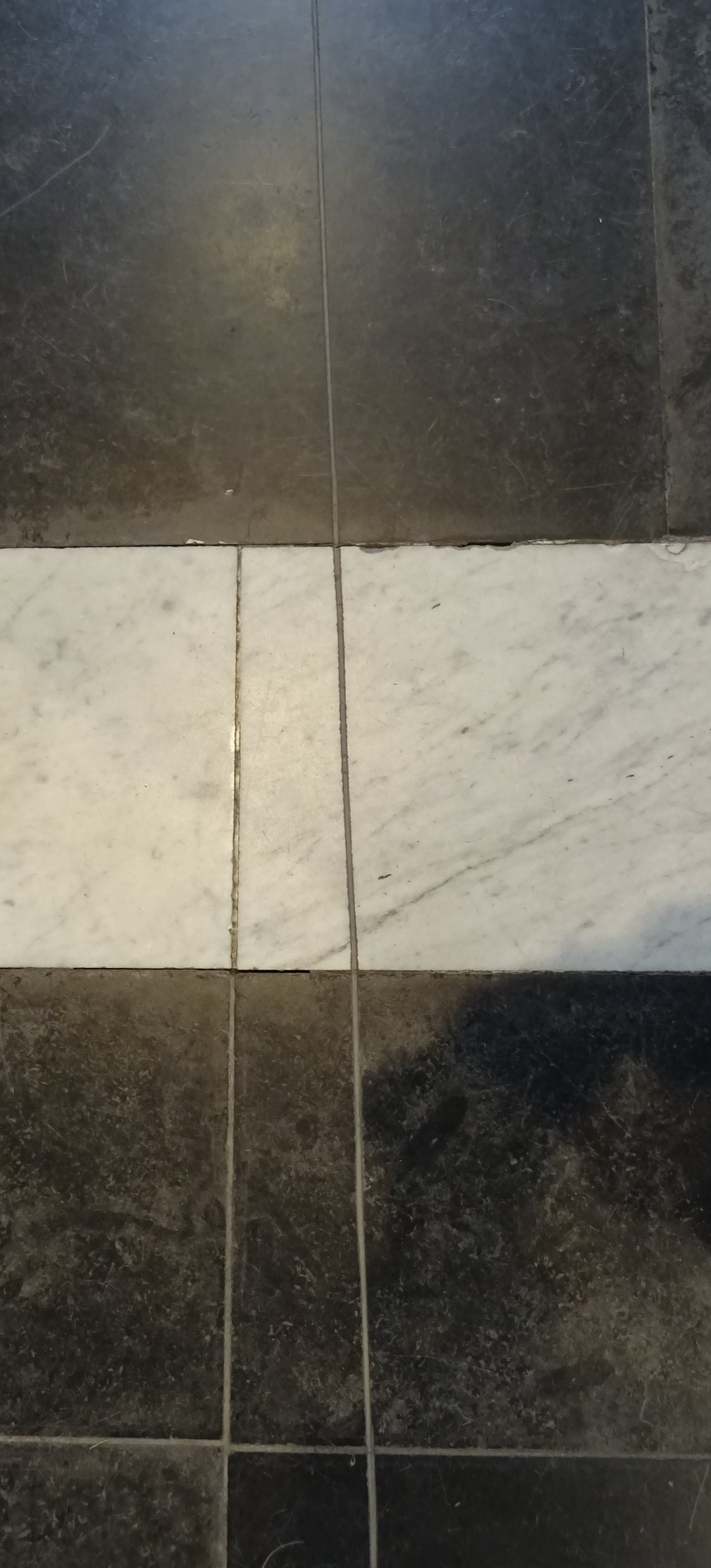
Détail.
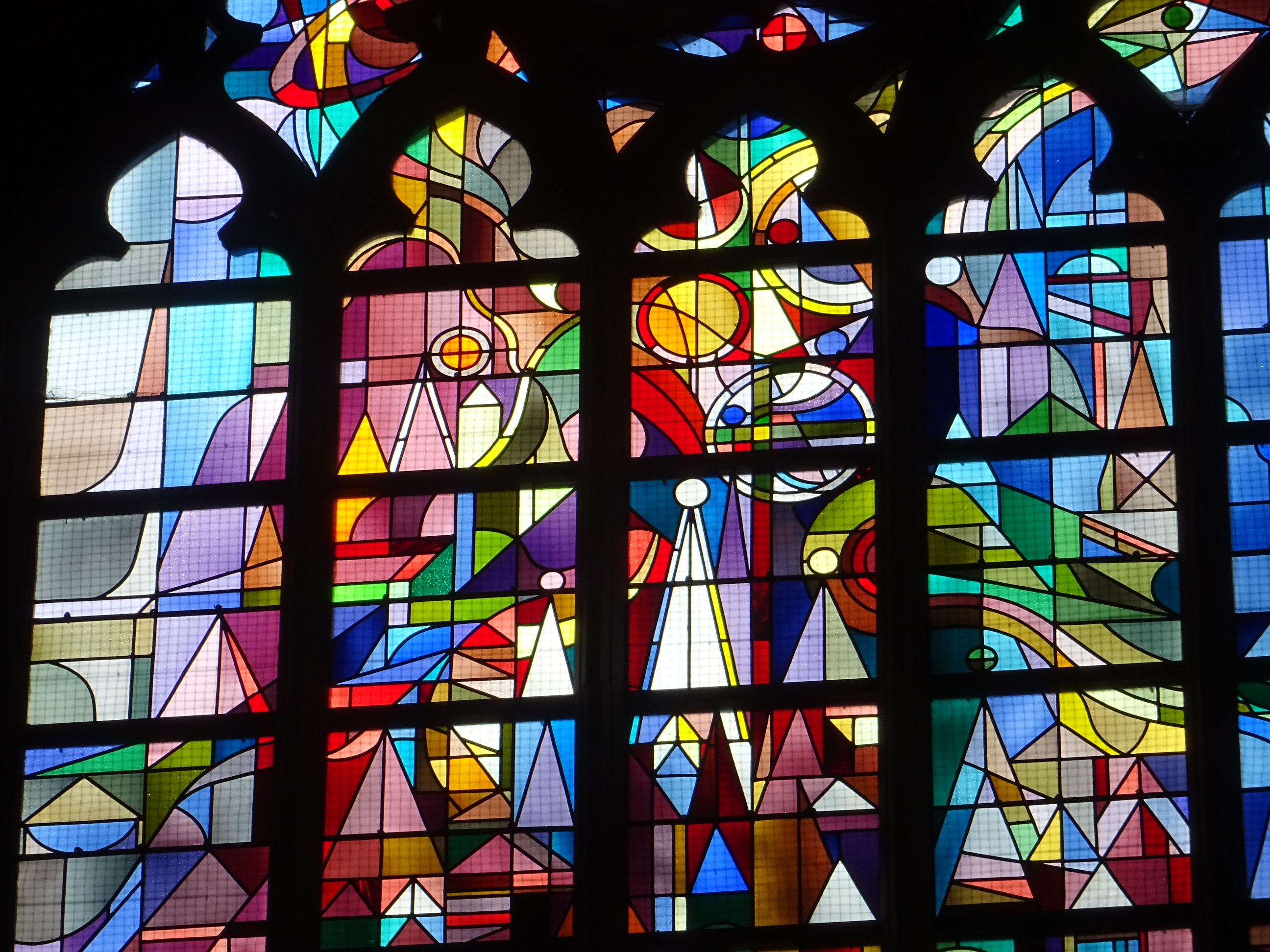
L'oculus est censé se trouver en haut du troisième panneau de la seconde rangée.